# 2022 en astronautique
Chronologie de l'astronautique
- 2018
- 2019
- 2020
- 2021
- 2022
- 2023
- 2024
- 2025
- 2026

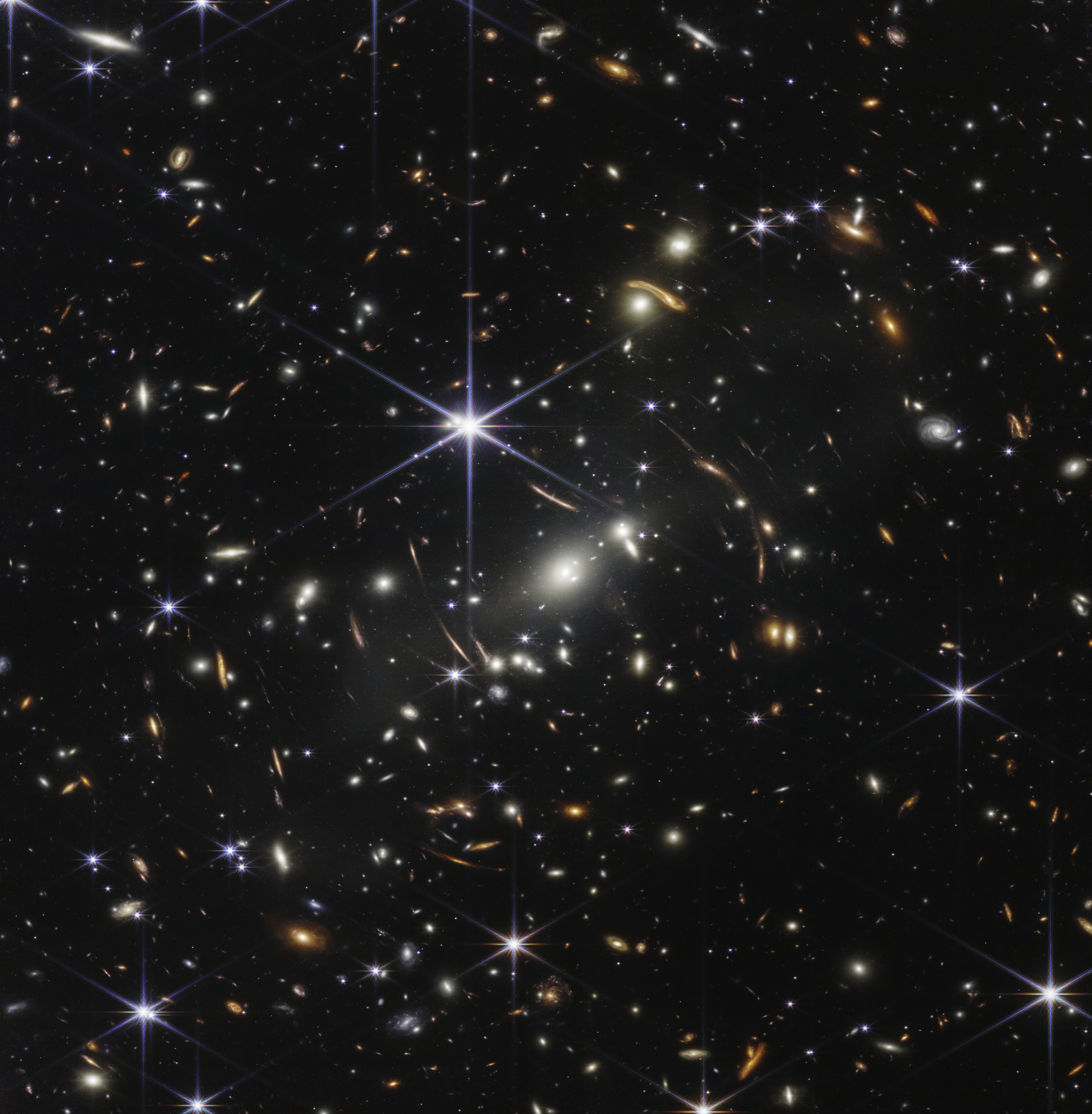
Première image scientifique du champ profond réalisée par le télescope spatial James-Webb.

Cette page présente les événements marquants dans le domaine spatiale de l'année 2022.

## Principaux événements spatiaux en 2022
Les événements les plus marquants sont le déploiement du télescope spatial JWST, le premier vol du lanceur lourd américain SLS (premier vol du programme Artemis), l'achèvement de l'assemblage de la station spatiale chinoise et le nombre record de lancements orbitaux.

### Astéroïdes
La mission DART de la NASA avait pour objectif de tester le recours à un engin de type impacteur pour dévier un astéroïde qui soit susceptible de frapper la Terre. Le satellite équipé d'un moteur ionique a été lancé le 24 novembre 2021 et a percuté l'astéroïde binaire (65803) Didymos le 26 septembre 2022. La mission est un succès car les observations effectuées après l'impact démontrent que la période orbitale de l'astéroïde a été modifiée de 32 minutes. 

#### Lune
Plusieurs petites sondes spatiales ont été lancées en 2022 vers la Lune.
- La Corée du sud lance le 4 août sa première sonde spatiale KPLO. Celle-ci se place  en orbite autour de la Lune en décembre 2022 et entame une mission d'observation d'une durée d'un an (mission primaire). Elle emporte cinq instruments dont quatre d'origine sud-coréenne[3].
- Une dizaine de CubeSats sont lancés dans le cadre de la mission Artemis I dont plusieurs se placent en orbite autour de la Lune pour remplir des objectifs scientifiques : BioSentinel, LunIR, CuSP, Lunar IceCube, LunaH-Map, Near-Earth Asteroid Scout, OMOTENASHI, EQUULEUS, ArgoMoon[4].
- Le CubeSat 12 U CAPSTONE se place en orbite autour de la Lune en novembre 2022. Son objectif est de valider la stabilité de l'orbite de la future station spatiale lunaire Lunar Gateway. Cette mission contribue à valider le recours à des engins spatiaux de très petite taille pour l'exploration du système solaire[5].

#### Mars
La NASA a mis un terme le 20 décembre à la mission de l'atterrisseur InSight qui étudiait depuis 4 ans la structure interne de Mars à l'aide de sismomètres. La poussière qui s'est accumulée sur les panneaux solaires ne permettait plus à la sonde spatiale de recevoir suffisamment d'énergie pour fonctionner. L'astromobile Perseverance (mission Mars 2020) a déposé à la surface de Mars le premier tube contenant un échantillon de sol martien. Celui-ci doit faire partie d'un dépôt de secours (le dépôt primaire sera créé à la fin de la mission de Perseverance) qui sera récupéré d'ici la fin de la décennie par la mission robotique Mars Sample Return pour être renvoyé sur Terre à des fins d'analyse.

### Satellites scientifiques
- Après une longue période de déploiement, de qualification et d'étalonnage durant le premier semestre, le télescope spatial  James-Webb fournit à compter de juillet 2022 les premiers résultats scientifiques[8]. Ceux-ci contribuent déjà à bouleverser certaines hypothèses scientifiques en particulier dans le domaine de la cosmologie.
- L'observatoire solaire chinois ASO-S, qui doit étudier les relations entre le champ magnétique du Soleil, les éruptions solaires et les éjections de masse coronale, est placé en orbite le 8 octobre[9].

### Satellites d'observation de la Terre

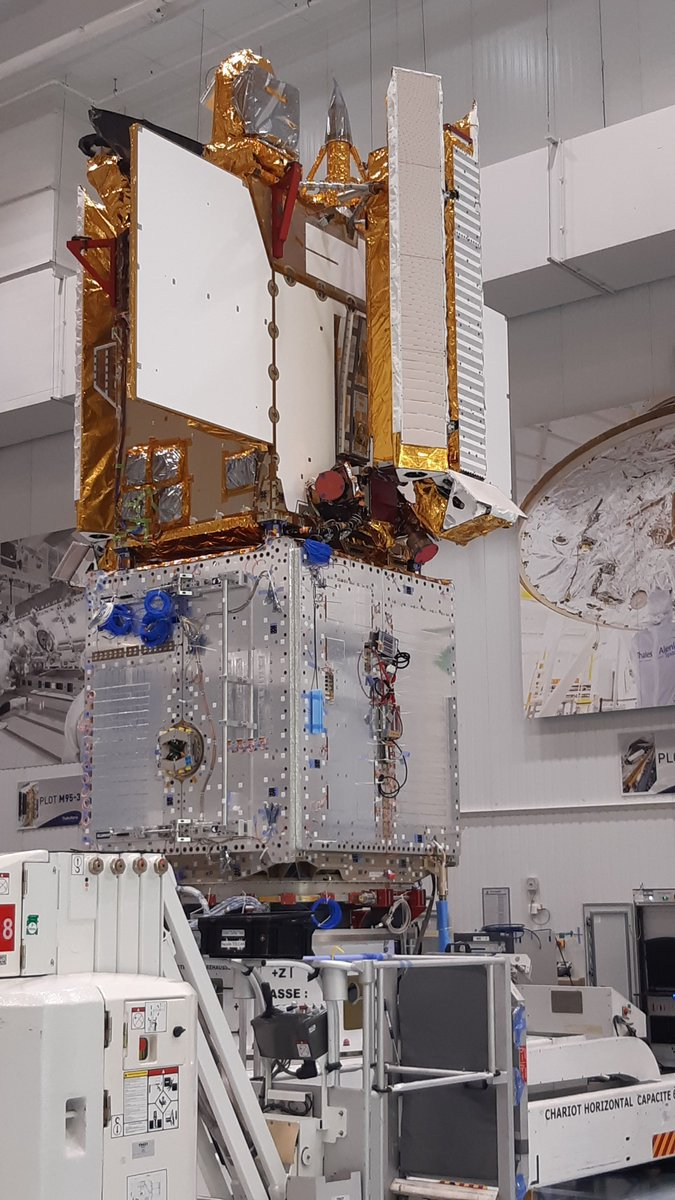
Le satellite franco-américain d'observation de la Terre SWOT en cours d'assemblage.

Plusieurs satellites d'observation de la Terre scientifiques sont placés en orbite en 2022 :
- Le satellite SWOT développé conjointement par le CNES et la NASA mesurera le niveau des eaux de surface - lacs et cours d'eau -, leurs largeurs, les pentes de l'eau, d'estimer grâce à ces variables le débit des principales rivières ainsi que de déterminer de manière à la fois très fine et très précise le niveau des océans. Pour remplir sa mission le satellite emporte un altimètre (Karin) aux performances inégalées[10].
- Lancement le 15 octobre du satellite sud-coréen d'observation de la Terre radar KOMPSAT-6[11].
- Le satellite d'observation de la Terre allemand EnMAP, qui met en œuvre une nouvelle technique d'observation de la surface, l'imagerie hyperspectrale, est placé en orbite en avril 2022[12].
- le deuxième exemplaire de la constellation de satellites de reconnaissance radar italien COSMO-SkyMed de seconde génération est placé en orbite le 31 janvier[13].
- Le satellite météorologique géostationnaire européen Météosat troisième génération (MTG-I1) est lancé le 13 décembre. C'est le premier satellite de cette génération caractérisée notamment par la stabilisation 3 axes et des performances nettement améliorées[14].

### Missions spatiales habitées

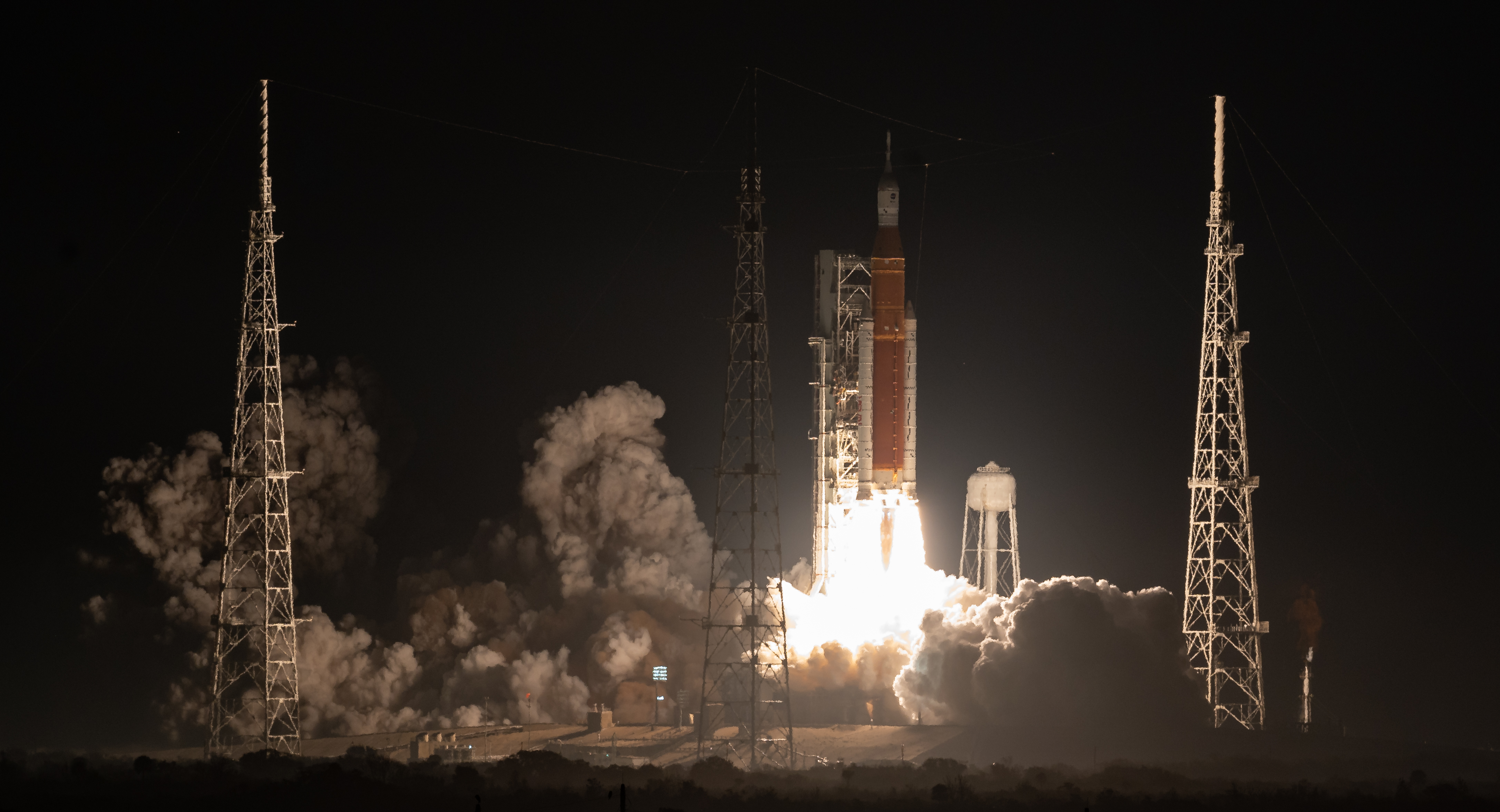
Décollage du lanceur SLS.

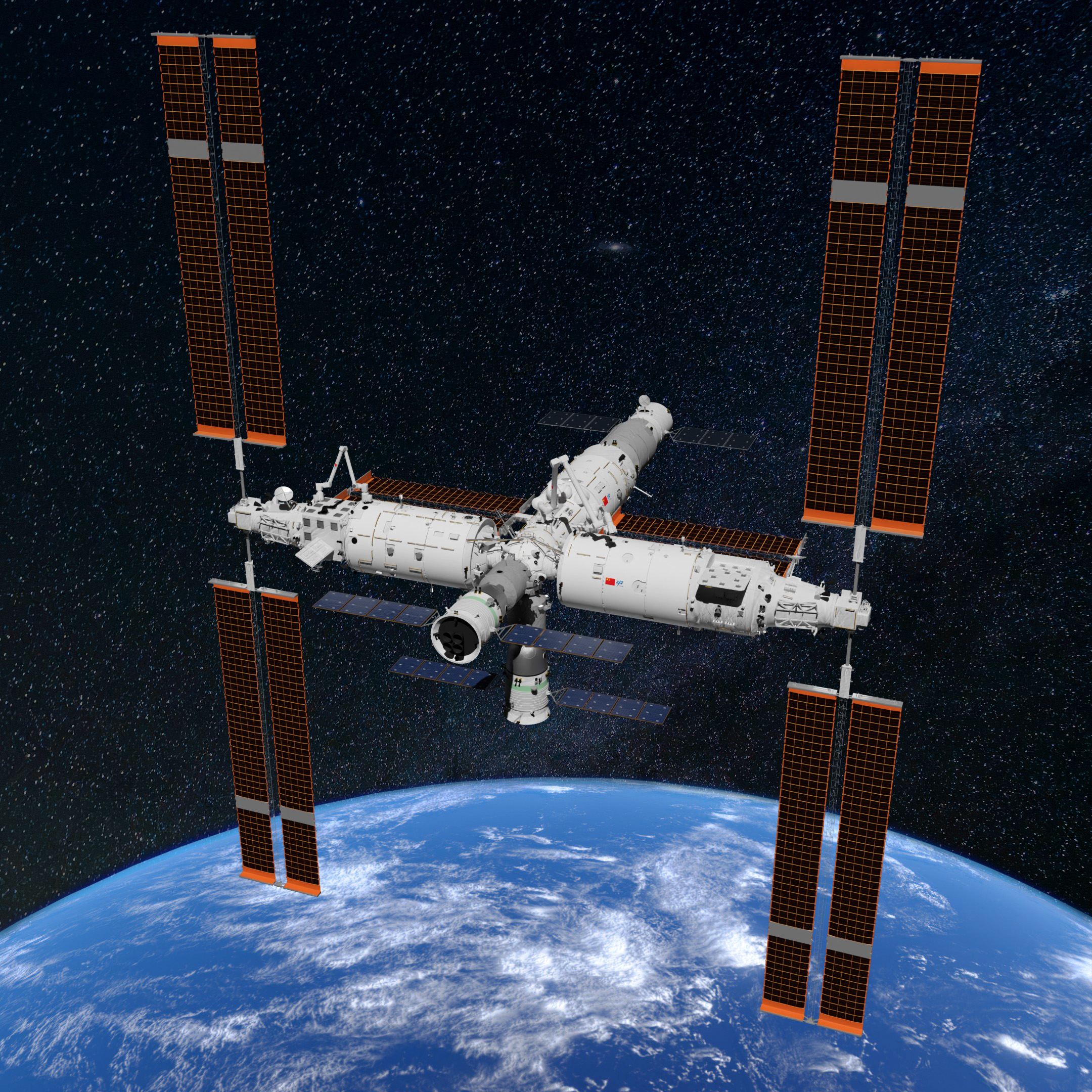
La station spatiale chinoise (vue d'artiste) dans sa configuration fin 2022 avec les vaisseaux Shenzhou (relève de l'équipage) et Tianzhou (ravitaillement) amarrés.

- 2022 est marqué par le lancement de la mission Artemis I qui se déroule du 16 novembre au 11 décembre. Il s'agit de la première mission de l'ambitieux programme Artemis qui doit ramener des hommes à la surface de la Lune. Le vaisseau Orion sans équipage est lancé par la fusée géante SLS dont c'est la vol inaugural. Le vaisseau spatial se place en orbite autour de la Lune avant de revenir sur Terre. L'ensemble de la mission se déroule de manière nominale et permet de qualifier le lanceur et les procédures qui seront mises en oeuvre lors des prochaines missions du programme[15].
- Les deux derniers modules de la station spatiale chinoise - Wentian et Mengtian - sont lancés respectivement en juillet[16] et en octobre 2022[17]  puis amarrés au module central.
- Le vaisseau spatial américain CST-100 Starliner effectue le 19 mai 2022 un deuxième vol sans équipage pour se qualifier[18].

### Lanceurs
Un nombre particulièrement élevé de lanceurs effectuent leur premier vol en 2022.
Pour les lanceurs lourds et moyens ce sont :
- Le lanceur super lourd américain SLS effectue son premier vol dans le cadre de la mission Artemis I le 16 novembre[19].
- Le lanceur de puissance moyenne chinois Zhuque-2, première fusée à expéripenter une propulsion utilisant le méthane, décolle le 14 décembre. Le vol se déroule de manière nominale mais une anomalie du système de contrôle d'attitude ne permet pas de placer la charge utile sur une orbite[20].

Le premier vol des lanceurs légers suivants en 2022 :
- La version légère du lanceur russe Angara, l'Angara 1.2 capable de placer 3,5 tonnes sur une orbite basse et 2,4 tonnes sur une orbite héliosynchrone, effectue son premier vol orbital le 29 avril en emportant un petit satellite militaire[21],[22].
- Le lanceur indien SSLV (500 kg en orbite basse, réalise son premier lancement le 7 août mais une anomalie du quatrième étage laisse son satellite sur une orbite trop basse[23].
- le lanceur chinois Zhongke-1, dont le premier vol a eu lieu le 27 juillet[24].
- La version Vega-C du lanceur léger européen, avec un vol inaugural le 13 juillet et un second vol qui se solde par un échec le 21 décembre[25],[26].
- Le lanceur sud-coréen KSLV-2 dont le premier vol avait été un échec, réussit une seconde tentative le 21 juin[27].

### Satellites militaires
Satellites d'alerte précoce
L'Armée de l'Air américaine a lancé le 21 janvier deux satellites de la série GSSAP positionnés en orbite géostationnaire, le sixième satellite de la série des SBIRS-GEO sur la même orbite le 4 août ainsi que le satellite expérimental Wide Field of View (WFOV) le 1er août destiné à tester un nouveau senseur pour les futurs satellites d'alerte avancée qui a été placé sur une orbite héliosynchrone. La Russie a lancé le 2 novembre le satellite Cosmos 2563 relevant du système EKS et le 1er aout, Cosmos 2558 qui s'est approché à moins de 60 kilomètres du satellite militaire américain USA 326.   
Satellites de reconnaissance optique
L'agence américaine NRO a lancé respectivement les 2 février et 24 septembre les satellites USA 326 et USA 338. Il s'agit sans doute de satellites de reconnaissance optique à haute résolution. Un petit satellite expérimental MISR-B a été également lancé par les militaires américains. La Chine a placé en orbite quatre satellites de reconnaissance optique : Yaogan 34-02 et 34-03 les 17 mars et 15 novembre, Shiyan 15 le 24 septembre et Gao Fen 11-04 le 27 décembre. La Russie a lancé un satellite de cartographie de la série des Bars-M le 10 mai ainsi que deux autres petits satellites aux missions inconnues : Cosmos 2555 et Cosmos 2560 les 29 avril et 15 octobre. L'Iran a placé en orbite un petit satellite de reconnaissance optique Noor-2 le 8 mars. Singapour a lancé son premier satellite de reconnaissance optique DS-EO le 30 juin. Le satellite israélien EROS C2 placé en orbite le 30 décembre est considéré comme un satellite à usage mixte (civil/militaire). Les deux satellites français Pléiades Neo également à usage mixte ont été perdus à la suite de l'échec de leur lanceur Vega le 21 décembre. 
Satellites de reconnaissance radar
La Russie a lancé le premier satellite de la série des Neitron le 5 février. L'Italie a lancé le 31 janvier le satellite COSMO-SkyMed de seconde génération et l'Allemagne a placé en orbite son premier satellite de la série SARha le 18 juin. Singapour a lancé le 30 juin le satellite de reconnaissance radar expérimental NeuSAR en même temps que son satellite de reconnaissance optique DS-EO. La Chine a lancé deux satellites qui sont probablement des satellites de reconnaissance radar : GF12-03 le 27 juin et Yaogan 33-02 le 2 septembre.
Satellites d'écoute électronique
Les États-Unis ont placé en orbite le 17 avril un satellite de série des INTRUDER. La Russie de son côté a lancé deux satellites Lotos-S1 les 7 avril et 30 novembre. La Chine a poursuivi le lancement des satellites d'écoute électronique Yaogan par groupe de trois : YG-35 groupes 2, 3, 4 et 5 suivis par YG-36 groupes 1 à 4 (soit 24 satellites en tout).
Autres satellites
Plusieurs petits satellites de l'agence américaine NRO aux caractéristiques inconnues ont été lancés en 2022 : USA 320 et 323 le 13 janvier, USA 328 et 331 le 19 juin et deux micro-satellites placés en orbite par la fusée Electron les 13 juillet et 4 août.

### Divers
Le satellite expérimental chinois Shijian 21, lancé en 2021, modifie son orbite fin décembre 2021 de manière à s'approcher du satellite de navigation Beidou 2-G2 tombé en panne sur son orbite géostationnaire. En janvier 2022, il s'amarre au satellite défaillant puis modifie son orbite avant de le relacher sur une orbite cimetière. C'est le premier exemple de nettoyage de l'orbite géostationnaire réalisé à l'aide d'un engin spatial.

## Statistiques satellites

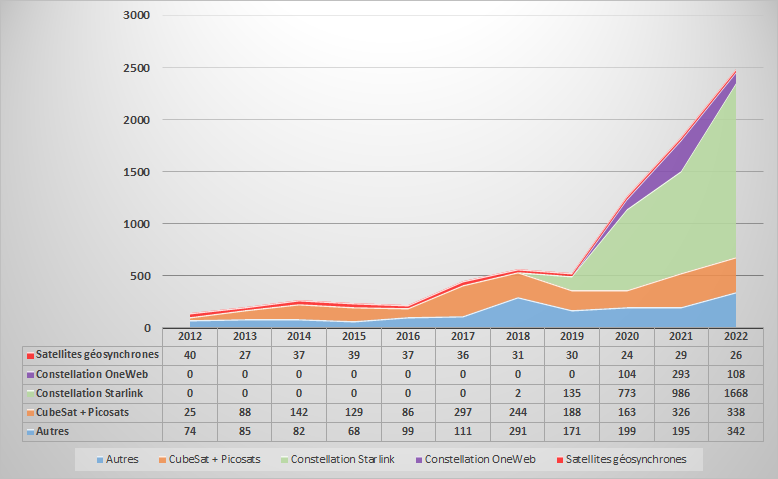
Évolution annuelle du nombre de satellites lancés en distinguant les contributions des deux grandes constellations (Starlink et OneWeb), des CubeSats et picosatellites (<1 kg) ainsi que des satellites en orbite géosynchrone (sources : Gunter's Space Page, Nanotsats.eu, Space Activities in 2022 de McDowell).

2 482 satellites ont été lancés en 2022 dont 2 034 satellites de plus de 100 kilogrammes. Ces deux chiffres établissent un nouveau record. Celui-ci s'explique par le lancement de 1 668 satellites de la constellation Starlink en forte progression par rapport à l'année précédente (986 en 2021). La contribution des CubeSats et picosatellites (moins de 1 kg) reste stable avec 338 engins lancés contre 326 l'année précédente. Le déploiement de la constellation OneWeb marque le pas (108 contre 293 l'année précédente) à la suite du boycott des lanceurs russes qui nécessite de se tourner vers d'autres opérateurs de lanceurs.

### Nombre de satellites par pays
|            | 2012 | 2013 | 2014 | 2015 | 2016 | 2017 | 2018 | 2019 | 2020 | 2021 | 2022 |
| ---------- | ---- | ---- | ---- | ---- | ---- | ---- | ---- | ---- | ---- | ---- | ---- |
| Etats-Unis | 35   | 85   | 110  | 112  | 95   | 282  | 303  | 306  | 974  | 1240 | 1935 |
| Europe     | 22   | 34   | 28   | 22   | 22   | 42   | 60   | 49   | 133  | 356  | 191  |
| Chine      | 25   | 18   | 26   | 44   | 40   | 36   | 98   | 73   | 74   | 110  | 182  |
| Russie     | 22   | 29   | 34   | 27   | 15   | 24   | 23   | 31   | 22   | 20   | 50   |
| Autres     | 28   | 41   | 63   | 31   | 50   | 60   | 84   | 65   | 60   | 101  | 124  |
| Total      | 132  | 207  | 261  | 236  | 222  | 444  | 568  | 524  | 1263 | 1829 | 2482 |

### Satellites de plus de 100 kg par pays du fabricant
|                  | Programme spatial habité | Télécoms | Imagerie¹ | Navigation | Écoute électronique | Surveillance² | Science³ | Technologie | Total | |
| ---------------- | --- | --- | --- | --- | --- | --- | --- | --- | --- | --- |
| Etats-Unis       | 9 | 1846⁴ | 6 | 0 | 9 | 4 | 0 | 10 | 1884 | |
| Russie           | 5 | 6 | 5 | 3 | 2 | 1 | 0 | 3 | 25 | |
| Chine            | 6 | 13 | 22 | 9 | 24 | 0 | 4 | 16 | 94 | |
| Europe           | 0 | 8 | 4 | 0 | 0 | 0 | 1 | 4 | 17 | |
| Corée du Sud     | 0 | 0 | 2 | 0 | 0 | 0 | 1 | 2 | 5 | |
| Japon            | 0 | 0 | 2 | 0 | 0 | 0 | 1 | 0 | 3 | |
| Inde             | 0 | 1 | 2 | 0 | 0 | 0 | 0 | 0 | 3 | |
| Israel           | 0 | 0 | 1 | 0 | 0 | 0 | 0 | 0 | 1 | |
| Ukraine          | 0 | 0 | 1 | 0 | 0 | 0 | 0 | 0 | 1 | |
| Nouvelle-Zélande | 0 | 0 | 0 | 0 | 0 | 0 | 1 | 0 | 1 | |
| Total            | 20 | 1874 | 45 | 12 | 35 | 5 | 8 | 35 | 2034 | |
| Notes            | ¹ Imagerie = satellites optiques/radars civils ou militaires - ² Surveillance : satellite d'alerte avancée (militaires), suivi des débris spatiaux - ³ Sciences : sondes spatiales, télescopes spatiaux, satellites scientifiques d'observation de la Terre - ⁴Les satellites Starlink (1 668 !) sont majoritaires | ¹ Imagerie = satellites optiques/radars civils ou militaires - ² Surveillance : satellite d'alerte avancée (militaires), suivi des débris spatiaux - ³ Sciences : sondes spatiales, télescopes spatiaux, satellites scientifiques d'observation de la Terre - ⁴Les satellites Starlink (1 668 !) sont majoritaires | ¹ Imagerie = satellites optiques/radars civils ou militaires - ² Surveillance : satellite d'alerte avancée (militaires), suivi des débris spatiaux - ³ Sciences : sondes spatiales, télescopes spatiaux, satellites scientifiques d'observation de la Terre - ⁴Les satellites Starlink (1 668 !) sont majoritaires | ¹ Imagerie = satellites optiques/radars civils ou militaires - ² Surveillance : satellite d'alerte avancée (militaires), suivi des débris spatiaux - ³ Sciences : sondes spatiales, télescopes spatiaux, satellites scientifiques d'observation de la Terre - ⁴Les satellites Starlink (1 668 !) sont majoritaires | ¹ Imagerie = satellites optiques/radars civils ou militaires - ² Surveillance : satellite d'alerte avancée (militaires), suivi des débris spatiaux - ³ Sciences : sondes spatiales, télescopes spatiaux, satellites scientifiques d'observation de la Terre - ⁴Les satellites Starlink (1 668 !) sont majoritaires | ¹ Imagerie = satellites optiques/radars civils ou militaires - ² Surveillance : satellite d'alerte avancée (militaires), suivi des débris spatiaux - ³ Sciences : sondes spatiales, télescopes spatiaux, satellites scientifiques d'observation de la Terre - ⁴Les satellites Starlink (1 668 !) sont majoritaires | ¹ Imagerie = satellites optiques/radars civils ou militaires - ² Surveillance : satellite d'alerte avancée (militaires), suivi des débris spatiaux - ³ Sciences : sondes spatiales, télescopes spatiaux, satellites scientifiques d'observation de la Terre - ⁴Les satellites Starlink (1 668 !) sont majoritaires | ¹ Imagerie = satellites optiques/radars civils ou militaires - ² Surveillance : satellite d'alerte avancée (militaires), suivi des débris spatiaux - ³ Sciences : sondes spatiales, télescopes spatiaux, satellites scientifiques d'observation de la Terre - ⁴Les satellites Starlink (1 668 !) sont majoritaires | ¹ Imagerie = satellites optiques/radars civils ou militaires - ² Surveillance : satellite d'alerte avancée (militaires), suivi des débris spatiaux - ³ Sciences : sondes spatiales, télescopes spatiaux, satellites scientifiques d'observation de la Terre - ⁴Les satellites Starlink (1 668 !) sont majoritaires | ¹ Imagerie = satellites optiques/radars civils ou militaires - ² Surveillance : satellite d'alerte avancée (militaires), suivi des débris spatiaux - ³ Sciences : sondes spatiales, télescopes spatiaux, satellites scientifiques d'observation de la Terre - ⁴Les satellites Starlink (1 668 !) sont majoritaires |

### Masse des satellites par nature et par pays
|                                     | Académique¹ | Commercial | Institutionnel² | Militaire | Spatial habité | Total |
| ----------------------------------- | --- | --- | --- | --- | --- | --- |
| Etats-Unis                          | 0,1 | 548,6³ | 19,8 | 43,9 | 85,2 | 697,6 |
| Chine                               | 2 | 25,1 | 28,2 | 33,9 | 88,3 | 177,6 |
| Russie                              | 0,1 | 0 | 1 | 29,4 | 36,6 | 67,2 |
| Royaume-Uni                         | 0 | 19,7⁴ | 0 | 0 | 0 | 19,7 |
| France                              | 0 | 20 | 2,2 | 5,2 | 0 | 22,2 |
| Agence spatiale européenne/Eumetsat | 0 | 0 | 3,8 | 0 | 0 | 3,8 |
| Total Europe                        | 0 | 47,6 | 7,5 | 6,2 | 0 | 61 |
| Total Amérique latine               | 0 | 0,4 | 0 | 0 | 0 | 0,4 |
| Egypte                              | 0 | 0 | 3,9 | 0 | 0 | 3,9 |
| Total Moyen-Orient                  | 0,1 | 0 | 5 | 0 | 0 | 5 |
| Japon                               | 0 | 1,4 | 0 | 0 | 0 | 1,4 |
| Inde                                | 0 | 0 | 7,1 | 0 | 0 | 7,1 |
| Corée du Sud                        | 0 | 0 | 2,2 | 0 | 0 | 2,2 |
| Malaisie                            | 0 | 5,6 | 0 | 0 | 0 | 5,6 |
| Total autres Asie                   | 0 | 5,7 | 2,2 | 0,5 | 0 | 8,4 |
| Angola                              | 0 | 0 | 2,1 | 0 | 0 | 2,1 |
| Total Afrique                       | 0 | 0 | 2,2 | 0 | 0 | 2,2 |
| Total Océanie                       | 0 | 0,3 | 0 | 0 | 0 | 0,3 |
| Total                               | 2,4 | 629,3 | 72,9 | 114 | 20,2 | 1028,7 |
| Notes                               | ¹Académique: satellites développés par les universités - ² Institutionnel : satellites civils développés par les agences spatiales ou ce qui en tient lieu - ³Les satellites Starlink sont majoritaires - ⁴Les satellites OneWeb sont majoritaires | ¹Académique: satellites développés par les universités - ² Institutionnel : satellites civils développés par les agences spatiales ou ce qui en tient lieu - ³Les satellites Starlink sont majoritaires - ⁴Les satellites OneWeb sont majoritaires | ¹Académique: satellites développés par les universités - ² Institutionnel : satellites civils développés par les agences spatiales ou ce qui en tient lieu - ³Les satellites Starlink sont majoritaires - ⁴Les satellites OneWeb sont majoritaires | ¹Académique: satellites développés par les universités - ² Institutionnel : satellites civils développés par les agences spatiales ou ce qui en tient lieu - ³Les satellites Starlink sont majoritaires - ⁴Les satellites OneWeb sont majoritaires | ¹Académique: satellites développés par les universités - ² Institutionnel : satellites civils développés par les agences spatiales ou ce qui en tient lieu - ³Les satellites Starlink sont majoritaires - ⁴Les satellites OneWeb sont majoritaires | ¹Académique: satellites développés par les universités - ² Institutionnel : satellites civils développés par les agences spatiales ou ce qui en tient lieu - ³Les satellites Starlink sont majoritaires - ⁴Les satellites OneWeb sont majoritaires |

## Analyse de l'activité de lancement

### Présentation
Le nombre de lancements en 2022 atteint des records avec 186 tirs contre 146 en 2021, 114 en 2020, 102 en 2019, 114 en 2018 en 2018 et moins de 90 les années précédentes.
- La société américaine SpaceX est le plus grand contributeur individuel du point de vue des vols orbitaux (33% des lancements mondiaux et 70% des lancements américains) en utilisant à 60 reprises son lanceur Falcon 9, principalement pour déployer sa constellation de satellites Starlink. Elle réalise également 1 vol de Falcon Heavy en novembre 2022, le premier depuis 2019[34].
- La Chine est l'autre grand contributeur mondial avec 64 missions (34%) soit neuf de plus que l'année précédente en deuxième position derrière les Etats-Unis (47 %)[35].
- L'entreprise américaine Rocket Lab (5% des lancements mondiaux et 10% des lancements américains) connait également sa meilleure année en termes de lancements, se classant au second rang derrière SpaceX pour les lancements réalisées par des fimres privées.
- L'Europe (5 tirs) a connu une année difficile avec l'échec du premier vol commercial de exemplaire léger Vega-C et le report à la fin de 2023 du premier tir de son nouveau lanceur Ariane 6[36].

|  | Nombre de lancements spatiaux par pays (sélection) et par année Avec 78 lancements les États-Unis reprennent la tête du classement grace à la multiplication des vols de Falcon 9 (60) portés par le déploiement de la constellation Starlink. La Chine repasse en deuxième position mais avec un nombre de tirs qui continue de progresser (+9 par rapport à l'année précédente). Le nombre de tirs de la Russie, qui se maintient en 3e place, progresse (+5 tirs). L'Europe fait un score médiocre (échec du lanceur léger Vega et retard du premier vol Ariane 6). L'Inde, sans doute mal remise des répercussions de l'épidémie du Covid, n'a pas retrouvé son rythme de lancement d'avant crise. L'activité de lancement japonaise est pratiquement à l'arrêt avec un seul tir de son lanceur Epsilon qui est un échec. Enfin la Nouvelle-Zélande maintient le rythme de lancement de son micro-lanceur. |
|  | Nombre de lancements spatiaux par lanceur (sélection) et par année Le lanceur Falcon 9 avec 60 vols en 2022 (nouveau record) domine le marché. Suivent des lanceurs anciens : Soyouz et Longue Marche 2/3/4. La fusée Electron (9 vols en 2022) domine largement le marché très actif des micro-lanceurs. L'Atlas V qui devrait être remplacé progressivement à compter de l'année prochaine fait également un bon score (7 vols en 2022). |
|  | Nombre de lancements spatiaux par type et par année La part de marché des lanceurs lourds croit fortement principalement grace à l'envolée des tirs de la fusée Falcon 9. Les micros-lanceurs et lanceurs légers voient le nombre de tir croitre sensiblement tandis que celui des lanceurs moyens stagne. |

### Lancements par pays
Nombre de lancements par pays ayant construit le lanceur. Le pays retenu n'est pas celui qui gère la base de lancement (Kourou pour certains Soyouz, Baïkonour pour Zenit), ni le pays de la société de commercialisation (Allemagne pour Rokot, ESA pour certains Soyouz) ni le pays dans lequel est implanté la base de lancement (Kazakhstan pour Baïkonour). Chaque lancement est compté une seule fois quel que soit le nombre de charges utiles emportées.
| Pays         | Lancements | Succès | Échecs | Échecs partiels | Remarques                                          |
| ------------ | ---------- | ------ | ------ | --------------- | -------------------------------------------------- |
| Chine        | 64         | 62     | 2      | 0               |                                                    |
| Corée du Sud | 1          | 1      | 0      | 0               |                                                    |
| États-Unis   | 87         | 85     | 2      | 0               | Inclut les lancements d'Electron à partir de Mahia |
| Europe       | 5          | 4      | 1      | 0               |                                                    |
| Inde         | 5          | 4      | 1      | 0               |                                                    |
| Iran         | 1          | 1      | 0      | 0               |                                                    |
| Japon        | 1          | 0      | 1      | 0               |                                                    |
| Russie/CEI   | 22         | 22     | 0      | 0               | Inclut les lancements depuis Baïkonour et Kourou   |

### Lancements par type de lanceur
Nombre de lancements par famille de lanceur. Chaque lancement est compté une seule fois quel que soit le nombre de charges utiles emportées.
| Lanceur       | Pays         | Lancements | Succès | Échecs | Échecs partiels | Remarques                     |
| ------------- | ------------ | ---------- | ------ | ------ | --------------- | ----------------------------- |
| Angara        | Russie       | 2          | 2      | 0      | 0               |                               |
| Antares       | États-Unis   | 2          | 2      | 0      | 0               |                               |
| Ariane 5ECA   | Europe       | 3          | 3      | 0      | 0               |                               |
| Atlas         | États-Unis   | 7          | 7      | 0      | 0               |                               |
| Ceres         | Chine        | 2          | 2      | 0      | 0               |                               |
| Delta         | États-Unis   | 1          | 1      | 0      | 0               |                               |
| Electron      | États-Unis   | 9          | 9      | 0      | 0               |                               |
| Epsilon       | Japon        | 1          | 0      | 1      | 0               |                               |
| Falcon        | États-Unis   | 61         | 61     | 0      | 0               |                               |
| Firefly Alpha | États-Unis   | 1          | 1      | 0      | 0               | Premier succès partiel        |
| Hyperbola     | Chine        | 1          | 0      | 1      | 0               |                               |
| Jielong       | Chine        | 1          | 1      | 0      | 0               |                               |
| Kuaizhou      | Chine        | 5          | 5      | 0      | 0               | Premier succès de Kuaizhou-11 |
| LauncherOne   | États-Unis   | 2          | 2      | 0      | 0               |                               |
| Longue Marche | Chine        | 53         | 53     | 0      | 0               |                               |
| Nuri          | Corée du Sud | 1          | 1      | 0      | 0               | Premier succès                |
| Rocket        | États-Unis   | 3          | 1      | 2      | 0               |                               |
| Safir         | Iran         | 1          | 1      | 0      | 0               |                               |
| SLS           | États-Unis   | 1          | 1      | 0      | 0               | Premier vol                   |
| SLV           | Inde         | 5          | 4      | 1      | 0               |                               |
| Soyouz        | Russie       | 19         | 19     | 0      | 0               |                               |
| Proton        | Russie       | 1          | 1      | 0      | 0               |                               |
| Vega          | Europe       | 2          | 1      | 1      | 0               |                               |
| Zhuque        | Chine        | 1          | 0      | 1      | 0               | Premier vol                   |
| Zhongke       | Chine        | 1          | 1      | 0      | 0               | Premier vol                   |

### Lancements par base de lancement
Nombre de lancements par base de lancement utilisée. Chaque lancement est compté une seule fois quel que soit le nombre de charges utiles emportées.
| Site                   | Pays             | Lancements | Succès | Echecs | Echecs partiels | Remarques |
| ---------------------- | ---------------- | ---------- | ------ | ------ | --------------- | --------- |
| Baïkonour              | Kazakhstan       | 7          | 7      | 0      | 0               |           |
| Cap Canaveral          | États-Unis       | 38         | 36     | 2      | 0               |           |
| Mer de Chine (barge)   | Chine            | 1          | 1      | 0      | 0               |           |
| Jiuquan                | Chine            | 25         | 23     | 2      | 0               |           |
| Centre spatial Kennedy | États-Unis       | 19         | 19     | 0      | 0               |           |
| Kodiak                 | États-Unis       | 1          | 1      | 0      | 0               |           |
| Kourou                 | France           | 6          | 5      | 1      | 0               |           |
| Mahia                  | Nouvelle-Zélande | 9          | 9      | 0      | 0               |           |
| MARS                   | États-Unis       | 2          | 2      | 0      | 0               |           |
| Mojave                 | États-Unis       | 2          | 2      | 0      | 0               |           |
| Naro                   | Corée du Sud     | 1          | 1      | 0      | 0               |           |
| Plessetsk              | Russie           | 13         | 13     | 0      | 0               |           |
| Satish Dhawan          | Inde             | 5          | 4      | 1      | 0               |           |
| Shahroud               | Iran             | 1          | 1      | 0      | 0               |           |
| Taiyuan                | Chine            | 14         | 14     | 0      | 0               |           |
| Uchinoura              | Japon            | 1          | 0      | 1      | 0               |           |
| Vandenberg             | États-Unis       | 16         | 16     | 0      | 0               |           |
| Vostotchny             | Russie           | 1          | 1      | 0      | 0               |           |
| Wenchang               | Chine            | 6          | 6      | 0      | 0               |           |
| Xichang                | Chine            | 16         | 16     | 0      | 0               |           |
| Mer Jaune (barge)      | Chine            | 2          | 2      | 0      | 0               |           |

### Lancements par type d'orbite cible
Nombre de lancements par type d'orbite visée. Chaque lancement est compté une seule fois quel que soit le nombre de charges utiles emportées.
| Orbite                        | Lancements | Succès | Échecs | Atteints par accident |
| ----------------------------- | ---------- | ------ | ------ | --------------------- |
| Transatmosphérique            | 0          | 0      | 0      | 1                     |
| Basse                         | 154        | 147    | 7      | 0                     |
| Moyenne                       | 6          | 6      | 0      | 0                     |
| Géosynchrone/transfert        | 23         | 23     | 0      | 0                     |
| Haute/Injection trans-lunaire | 1          | 1      | 0      | 0                     |
| Héliocentrique                | 2          | 2      | 0      | 0                     |

## Politiques spatiales  des principales puissances spatiales

### Budget 2023-2025 de l'Agence spatiale européenne
En novembre 2022, le conseil des ministres européens s'est réuni à Paris pour définir le budget alloué par les pays contributeurs à l'Agence spatiale européenne pour les trois années suivantes (2023-2025). Le conseil a approuvé un budget de 18,5 milliards euros en augmentation de 25% par rapport au budget précédent alloué en 2019. Ce budget est toutefois inférieur de 10% à celui demandé et si la participation à quelques programmes a été supérieure au budget demandé (navigation, commercialisation), elle n'a atteint que 80 à 90% du budget proposé pour la plupart d'entre eux (Transport spatial, exploration, observation de la Terre…). La part de budget de l'agence attribué par l'Union européenne (environ un tiers du budget total), principalement pour les programmes Galileo et Copernicus, n'est pas pris en compte dans ce processus. L'Allemagne reste le principal contributeur avec 20,8% (contre 11,7% en 2019) suivi de la France 18,9% (18,4% en 2019), l'Italie 18,2% (15,7%) et du Royaume-Uni 11,2% (11,4%). Les principales décisions sont les suivantes, :

#### Contributions au programme Artemis
Le conseil a confirmé les contributions de l'agence au programme Artemis de la NASA avec un  financement du programme Moonlight. Cette constellation de satellites placés en orbite autour de la Lune prendrait en charge des fonctions de relais de télécommunications et de navigation. Le conseil a prévu également de financer l'atterrisseur Argonaut capable de déposer une charge utile de 1,5 tonne à la surface de la Lune. Ces prestations seraient fournies à la NASA en échange de la participation d'astronautes européens aux futures missions du programme Artemis.

#### Stabilité du budget alloué aux missions scientifiques
Le budget alloué aux missions scientifiques (3,186 milliards €), une fois corrigé de l'inflation, reste stable. Compte tenu du dépassement affectant certains projets le développement des missions ATHENA et LISA sera étalé dans le temps,.

#### Budget affecté aux développement des lanceurs
Un accord a été trouvé entre la France, l'Allemagne et l'Italie en ce qui concerne le développement du futur lanceur, qui avait fait l'objet de controverses ces derniers mois. Un montant de 600 millions est alloué au développement d'Ariane 6 et Vega C. Le principe du retour géographique, source de surcouts importants, doit être revu.  

#### Satellites d'observation de la Terre
Le budget alloué au développement des satellites d'observation de la Terre du programme FutureEO (2,692 milliards €), malgré la priorité accordée officiellement par tous les pays à la gestion du changement climatique et au développement durable ne couvre que 80% du budget demandé,.

#### Nouveau plan pour l'astromobile Rosalind Franklin
L'astromobile martien européen Rosalind Franklin est le premier engin spatial de l'Agence spatiale européenne dont l'objectif est d'explorer la surface de Mars. En raison de l'invasion russe de l'Ukraine, l'ESA annonce, dans le cadre des sanctions contre la Russie, qu’elle suspend sa collaboration avec Roscosmos sur ce projet. Après avoir envisagé une annulation, la mission est reprogrammée en 2028 à la suite du conseil des ministres européens qui a lieu en novembre 2022. Dans sa nouvelle configuration, la mission suppose que la NASA contribue en partie à la réalisation ce qui n'était pas acquis en novembre 2022. Les composants que devaient fournir la Russie (d'un montant de 725 millions), notamment l'atterrisseur, seront fournis par les industriels européens avec quelques exceptions : ainsi les huit éléments chauffants à radioisotope utilisant du plutonium 238 seront fournis par la NASA ce qui aura pour conséquence que le lancement sera pris en charge par une fusée américaine (ces composants ne sont pas exportables).

#### Projet IRIS
Le conseil des ministres a entériné la participation de l'agence à la réalisation de la constellation de satellites IRIS financé dans le cadre d'un partenariat public-privé en partie par l'Union Européenne et en partie par des partenaires privés. Le cout de ce programme est estimé à 6 milliards euros dont 2,4 serait fourni par l'Union Européenne. Cette constellation a pour objectif de fournir des connexions sécurisées aux différentes organisations gouvernementales européennes dans les domaines de la surveillance (par exemple surveillance des frontières), de la gestion de crise (par exemple crises humanitaires et la protection des infrastructures clés (par exemple communications entre les ambassades de l'Union Européenne). Un deuxième objectif est de permettre la fourniture par le secteur privé de services commerciaux à haut débit dans toute l'Europe en supprimant les régions ne bénéficiant pas de ces prestations. Le segment spatial comprendra des satellites déployés sur plusieurs orbites. Le déploiement du système doit débuter en 2024 et être complètement achevé en 2027,,.

### Budget 2023 de la NASA
Le président américain propose en avril 2023 un budget pour la NASA en nette croissance (25,97 milliards US$ soit +8 % par rapport à l'année en cours) par rapport à l'année précédente. C'est le premier budget entièrement établi par la présidence Biden mais ses principales caractéristiques ne divergent pas des choix opérés par la présidence précédente (Trump). La volonté de mener à son terme le programme Artemis, qui doit ramener les hommes sur la Lune, est confirmée. Le budget consacré aux sciences de la Terre, qui avait été réduit sous la présidence Trump, est sensiblement augmenté (+17 %). Bien que le Congrès ait une majorité républicaine, il est probable que le vote du budget de la NASA ne rencontrera pas de grosses oppositions.
| Poste                                   | Budget 2022 | Proposition budget 2023 | Evolution | Note                                                                                    |
| --------------------------------------- | ----------- | ----------------------- | --------- | --------------------------------------------------------------------------------------- |
| Sciences dont                           | 7614        | 7988                    | +5%       |                                                                                         |
| Exploration du système solaire          | 3120        | 3160                    | +1%       |                                                                                         |
| Observation de la Terre                 | 2065        | 2411                    | +17%      |                                                                                         |
| Astrophysique                           | 1394        | 1556                    | +12%      |                                                                                         |
| Héliophysique                           | 778         | 760                     | -2%       |                                                                                         |
| Biologie et sciences physiques          | 79,1        | 100                     | +22%      |                                                                                         |
| Programme Artemis dont                  | 6792        | 7478                    | +10%      |                                                                                         |
| Vaisseau Orion                          | 1407        | 1339                    | -5%       |                                                                                         |
| Lanceur SLS                             | 2600        | 2580                    | -0,8%     |                                                                                         |
| Human Landing System                    | 1195        | 1486                    | +24%      |                                                                                         |
| Technologies spatiales                  | 1100        | 1438                    | +31%      |                                                                                         |
| Opérations spatiales                    | 4041        | 4266                    | +6%       | Maintenance et opérations à bord de la Station spatiale internationale                  |
| Recherche aéronautique                  | 881         | 972                     | +10%      |                                                                                         |
| Education                               | 137         | 150                     | +10%      |                                                                                         |
| Sécurité et infrastructure des missions | 3021        | 3209                    | +6%       | Réseau de stations terriennes, systèmes de communications spatiales, ....               |
| Constructions                           | 410         | 424                     | +3%       | Maintien des bâtiments et installations existantes, construction de nouveaux batiments. |
| Inspection générale                     | 45,3        | 48,4                    | +7%       |                                                                                         |

Le budget du programme spatial habité (hors Station spatiale internationale) est conçu pour permettre l'aboutissement du programme Artemis (7,48 milliards US$ soit +10% par rapport à l'année précédente). Le développement du Human Landing System est fortement augmenté (+31%) pour permettre le développement d'un deuxième atterrisseur lunaire alternative au Starship HLS. L'enveloppe consacrée au lanceur lourd SLS et au vaisseau Orion est stable.
La part du budget consacrée à l'exploration planétaire est pratiquement stable (3160 millions US$ contre 3120 millions en 2022). Mais la montée en puissance des projets Mars Sample Return et Europa Clipper affecte plusieurs projets moins lourds. C'est le cas en particulier de la mission NEO Surveyor (recensement des astéroïdes géocroiseurs) dont le lancement est repoussé à 2028 et des deux missions du programme Discovery (VERITAS et DAVINCI) qui disposent d'un budget plus faible que prévu en 2023. La sélection d'une nouvelle mission Discovery est repoussée. Enfin la participation américaine au projet international d'orbiteur martien Mars Ice Mapper n'est plus évoqué.

### Conséquences de l'invasion de l'Ukraine par la Russie
Le secteur spatial était un des rares domaines où les programmes de coopération entre la Russie et les pays occidentaux se poursuivaient malgré les sanctions prises après l'occupation de la Crimée par la Russie en 2014. Toutefois, le remplacement du lanceur lourd américain Atlas V utilisant des moteurs-fusées russes par un nouveau lanceur propulsé par des moteurs indigènes (Vulcan) avait été décidé à la suite de l'invasion de la Crimée ainsi que l'accélération du programme CCDev permettant d'effectuer la relève des équipages de la Station spatiale internationale sans avoir recours aux moyens de lancement russe (Soyouz).
L'invasion de l'Ukraine par la Russie en février 2022 vient bouleverser les liens économiques entre les industries spatiales des nations occidentales et russe ainsi que les programmes menés en coopération. Les programmes spatiaux sont affectés à la fois par les arrêts de programme décidés par les Russes, par l'application des sanctions par les pays occidentaux mais également par la dépendance d'un certain nombre de projets vis-à-vis des lanceurs russes (Soyouz) et des constructeurs russes et ukrainiens. Ces derniers disposent d'une expertise dans le domaine de la propulsion et de la conception des lanceurs qui est largement mise à contribution dans les développements des lanceurs et satellites opérationnels ou en cours de développement. Les sociétés concernées sont principalement l'ukrainien Ioujmach (étages de fusées), les russes NPO Energomash (moteurs-fusées à ergols liquides) et Fakel (propulsion électrique).
Le programme spatial européen est particulièrement touché par le conflit du fait des liens importants existant avec l'industrie et la recherche spatiale russe et ukrainienne :
- L'agence spatiale russe Roscosmos décide le 26 février 2022 de prendre des mesures de rétorsion vis à vis des pays européens en suspendant les lancements de fusées Soyouz depuis le Centre spatial guyanais et de rapatrier les 87 employés russes qui y travaillaient. Or plusieurs lancements étaient programmés au cours de l'année 2022 dont deux lancements emportant chacun deux satellites du système de positionnement européen Galileo[47],[48].
- Selon l'Agence spatiale européenne, qui a décidé d'appliquer complètement les sanctions de l'Union Européenne à l'égard de la Russie, le lancement de l'astromobile martien russo-européen Rosalind Franklin par une fusée Proton tirée depuis Baïkonour prévu en septembre 2022 est annulé compte tenu des sanctions et du contexte général. Cela repousserait ce tir au minimum de 26 mois compte tenu de l'espacement des fenêtres de lancement vers Mars alors que cette date avait déjà repoussée de deux ans par le passé en raison de problèmes dans la mise au point du parachute de l'atterrisseur martien[49]. En cas de rupture définitive de coopération avec la Russie, le programme pourrait être retardé au moins jusqu'en 2028, l'atterrisseur russe actuel du rover Kazatchok (en) devant être reconstruit par les partenaires de l'ESA, tout comme les éléments chauffants à radioisotope russes[50].
  - La constellation de satellites de télécommunications géante anglo-indienne OneWeb est en cours de déploiement par des lanceurs russes Soyouz au début du conflit. Un lancement depuis le cosmodrome de Baïkonour emportant 36 satellites est prévu début mars et OneWeb compte déployer les 220 satellites restant d'ici fin août 2022 à l'aide du même lanceur. Mais à la suite des sanctions imposées par les pays occidentaux contre la Russie, l'agence spatiale russe Roscosmos exige fin février que le gouvernement britannique sorte du capital de OneWeb et que la société s'engage à ne pas fournir des services aux militaires[51]. OneWeb décide de ne pas donner suite aux exigences de Roscosmos et le lancement par les fusées Soyouz est abandonné. Les équipes de OneWeb quittent le site de Baïkonour. Outre le lancement de mars 2022, les cinq lancements suivants sur Soyouz, les derniers permettant d'achever le déploiement, avaient eux aussi été payés d'avance[52]. Par ailleurs, OneWeb ne sait pas si elle va pouvoir récupérer ses 36 satellites restés à Baïkonour[53]. Les impacts pour l'opérateur sont économiquement importants, les lancements restants devant permettre le déploiement global de son service internet[54],[55] :
  - OneWeb est à la recherche de nouveaux opérateurs de lancement pour placer en orbite les 220 satellites restants. Contractuellement c'est Arianespace qui doit fournir une solution. OneWeb envisage l'utilisation de lanceurs américains, indiens ou japonais mais face au manque de disponibilité de la plupart d'entre eux (quasiment tous en fin de carrière ou déjà réservés ou ne pouvant tenir une cadence de tirs suffisante), choisit les Falcon 9 de SpaceX (ayant une cadence d'un lancement par semaine en 2022)[56] et aussi des lanceurs indiens[57].
  - Les satellites OneWeb utilisent des propulseurs fournis par la société russe Fakel et leur constructeur n'a pas indiqué s'il disposait d'un stock suffisant pour permettre de compléter la constellation. Par ailleurs, la livraison par Airbus d'une petite constellation de 15 satellites (Loft Orbital) commandée en janvier 2022 et dérivée des satellites OneWeb est menacée dans la mesure où elle utilise des satellites OneWeb.

Plusieurs autres programmes ou projets européens impliquant la Russie ou l'Ukraine sont également menacés :
- Le dernier étage Avum du lanceur léger européen Vega est fourni par l'entreprise ukrainienne Ioujmach dont l'établissement est située à Dnipro en pleine zone du conflit[58].
- Le développement du lanceur léger anglais Skyrora XL est fortement dépendant de fournisseurs ukrainiens[58].
- Le développement du lanceur léger allemand RFA One (le plus avancé de cette catégorie de lanceur en Europe) est dépendant de technologies ukrainiennes[59].

La participation européenne à certaines missions russes est également touchée : 
- L'Agence spatiale européenne ne fournira pas la caméra embarquée sur la sonde spatiale lunaire russe Luna 25 dont le lancement est programmé en septembre 2022.
- L'Agence spatiale européenne a décidé d'arrêter sa participation à la mission lunaire russe Luna 27 pour laquelle elle développait la foreuse Prospect, un équipement essentiel pour le recueil des échantillons du sol lunaire au pôle sud qui devaient être analysés par les autres instruments de la sonde spatiale. Cette foreuse sera envoyée à la surface de la Lune par la NASA (programme CPLS)[60].
- À bord du télescope spatial russe Spektr-RG, les observations avec le télescope eROSITA, un instrument capital de cet observatoire développé et géré par l'institut Max Planck, sont suspendues par ce dernier[61]. Par mesure de rétorsion, l'agence spatiale russe Roscosmos décide de mettre à l'arrêt le télescope eROSITA et de suspendre toute coopération scientifique avec l'Allemagne à bord de la Station spatiale internationale[62].

La Station spatiale internationale est pour moitié détenue par la Russie. C'est en particulier un module russe (Zvezda) et les vaisseaux cargo Progress russes (ravitaillement des moteurs en ergols) qui permettent de maintenir la station sur son orbite. Mais pour des raisons techniques et financières, il est peu probable que les opérations en cours soient remises en question à court terme.
Du côté du programme spatial américain, les répercussions semblent à priori moins importantes :
- Les États-Unis ne sont plus dépendants depuis 2020 du lanceur Soyouz et du vaisseau éponyme pour le renouvellement de l'équipage de la Station spatiale internationale.
- ULA, le constructeur du lanceur américain Atlas V, qui utilise pour son premier étage le moteur-fusée russe RD-180, disposerait en stock depuis le début de l'année des moteurs-fusées nécessaires pour les 25 lancements restant avant son remplacement par la fusée Vulcan. Le constructeur affirme également qu'il dispose en interne de l'expertise et des pièces détachées nécessaires pour mener à bien ces vols[63],[64].
- Par contre, le lanceur Antares utilise un premier étage construit par l'entreprise ukrainienne Ioujmach, dont l'établissement est située à Dnipro en pleine zone de conflit, et propulsé par deux moteurs-fusées russes RD-181. Toutefois, le constructeur de ce lanceur disposerait d'un stock de moteurs suffisant pour assurer les missions déjà vendues jusqu'en 2023[58]. Northrop Grumman a déjà annoncé une entente avec l'entreprise américaine Firefly Aerospace pour le développement d'un nouvelle version de son lanceur nommé Antares 330, avec un premier étage basé sur le futur lanceur Firefly Beta[65]. Elle a aussi décidé de confier à la fusée Falcon 9 de SpaceX la tâche d'effectuer des vols du vaisseau cargo Cygnus à partir de 2023[66].
- La Russie a décidé de suspendre sa coopération avec les États-Unis sur le projet de sonde spatiale vénusienne Venera-D dont la date de lancement était programmée en 2029[67].

### Rapport décennal des sciences planétaire pour la période 2022-2032 (Etats-Unis)
Le Rapport décennal sur les sciences planétaires  publié en avril 2022 par le Conseil national de la recherche des États-Unis  fait un état des lieux  de la recherche dans le domaine des sciences planétaires et définit les axes de recherche prioritaires dans le domaine de l'exploration planétaire pour la décennie 2022-2032. Ces recommandations sont importantes car elles sont généralement suivies par la NASA pour déterminer ses prochaines missions. En se basant sur les questions prioritaires, les recommandations suivantes sont effectuées par le rapport : 

#### Missions à faible coût (Programme Discovery)
- Lancer le développement de cinq nouvelles missions du programme Discovery durant la décennie.
- faire passer le plafond budgétaire alloué à chaque mission Discovery à 800 millions de dollars américains pour 2025.
- Le rapport n'émet pas de recommandations en ce qui concerne le contenu de missions.

#### Missions à coût intermédiaire (Programme New Frontiers)
- lancer le développement de deux missions du programme New Frontiers (missions 6 et 7) au cours de la décennie.
- faire passer le plafond budgétaire alloué à chaque mission New Frontiers à 1,65 milliard de dollars américains pour 2025 ;
- la mission 6 devra être sélectionnée parmi les propositions suivantes sans priorité particulière :
  - Centaur orbiter and lander
  - Ceres sample return
  - Comet Surface Sample Return
  - Enceladus multiple flyby
  - Lunar Geophysical Network
  - Saturn probe
  - Titan orbiter
  - Venus In Situ Explorer.
- la mission 7 devra être sélectionnée parmi les propositions précédentes non retenues pour la mission 6 ainsi que  :
  - Triton Ocean World Surveyor.

#### Missions lourdes (Flagship)
En ce qui concerne les missions les plus coûteuses (Flagship), le rapport renouvelle la priorité absolue donnée à la mission Mars Sample Return en cours de développement. Toutefois, les dépassements budgétaires sur ce projet ne doivent pas avoir d'impact sur les autres projets d'exploration planétaire. Si le coût du projet dépasse 5,3 milliards US$ alloués ou s'il représente plus de 35% du budget annuel consacré à l'exploration planétaire, le surcoût devra être absorbé par une augmentation du budget alloué au programme d'exploration planétaire. Le rapport, après avoir examiné six missions potentielles, propose par ailleurs de lancer le développement de deux missions. Par priorité décroissante ce sont :
- - Uranus orbiter and probe (UOP). Uranus est une planète géante gazeuse aux caractéristiques atypiques avec son axe de rotation couché à la suite peut-être d'un impact au début de sa formation. La planète dispose d'une atmosphère dynamique, d'un champ magnétique complexe et ses satellites composés de glaces et de roches semblent de manière surprenante présenter une activité géologique. La mission comprendrait un orbiteur et une sonde atmosphérique. Le lancement de la sonde en 2031 ou 2032 permettrait de bénéficier d'une assistance gravitationnelle de Jupiter.
  - Enceladus Orbilander. Cette mission, qui doit étudier la lune Encelade comprend un orbiteur qui doit analyser les jets de gaz émis par l'océan sous-glaciaire dans le but de rechercher des traces de vie et un atterrisseur qui doit se poser à la surface de cette lune. Si elle est lancée durant cette décade,  la mission devrait arriver au début des années 2050. Si le budget ne permet pas de développer cette mission, le comité recommande de développer Enceladus Multiple Flyby pour étudier le sujet crucial de l'habitabilité des océans sous-glaciaires.

Les quatre autres missions étudiées mais non retenues sont Europa Lander, Mercury Lander, Neptune-Triton Odyssey et Venus Flagship. 

#### Étude de la Lune
En ce qui concerne l'étude de la Lune, le rapport recommande de définir de manière précise les objectifs scientifiques des missions du programme Artemis (VIPER, Lunar Trailblazer…) et de mettre en place une organisation responsable de son implémentation. Il propose de développer une mission de type astromobile de coût intermédiaire, baptisée Endurance-A, qui serait chargée d'explorer les différents terrains du bassin Pôle Sud-Aitken dans le but de trouver des morceaux du manteau lunaire ou des roches témoignant de l'impact ayant créé ce bassin. Les échantillons pourront permettre de contraindre le scénario de formation du système solaire. L'astromobile doit parcourir 2 000 kilomètres dans le but de collecter 100 kilogrammes d'échantillons lunaires qui pourraient être ramenés sur Terre par les astronautes du programme Artemis.

#### Étude de Mars
Le rapport propose de poursuivre les missions en cours et de lancer une nouvelle mission de taille moyenne, Mars Life Explorer (MLE) : cette mission doit rechercher des traces de vie ancienne dans des glaces situées à des latitudes basses.

#### Divers
Le rapport recommande également :
- La NASA devra consacrer au moins 10 % du budget de l'exploration planétaire à la mise au point de nouvelles technologies d'exploration planétaire. Cette part était de 14% en 2010 mais est passée à 7,7% dans le budget 2023.
- En matière de défense planétaire, le rapport souligne la nécessite de lancer à la date annoncée les missions NEO Surveyor et DART.
- Le rapport recommande d'adapter la production de plutonium 238 aux besoins des missions en portefeuille de manière à permettre un programme d'exploration planétaire solide. Il faut continuer de développer la technique du générateur Stirling à radioisotope qui permet de consommer moins de plutonium.

### Missions scientifiques proposées par l'Académie des sciences chinoises pour la période 2025-2030
L'académie des sciences chinoise a publié en 2022 un document portant sur le troisième volet de son programme scientifique SPP III (Strategic Priority Program on Space Science) regroupant les missions scientifiques dont le développement est envisagé pour la période 2025-2030 et qui ont passé un premier tour de sélection en février 2021. Entre 5 et 7 missions devraient finalement voir le jour. SPP III prend la suite de SPP I - missions DAMPE, QUESS ShiJian-10 et HXMT) et de SPP II (GECAM, ASO-S, EP et SMILE). Il comprend les missions regroupées en quatre thèmes :
- Missions planétaires
  - VOICE (Venus Volcano Imaging and Climate Explorer) est un orbiteur qui doit se placer en orbite autour de Vénus à une altitude de 350 kilomètres, pour étudier son atmosphère et rechercher d'éventuelles traces de vie dans celle-ci et ainsi que d'activité volcanique avec des capteurs infrarouge.
  - ASR est une mission de retour d'échantillon dont l'objectif est de ramener des échantillons de sol de trois régions de l'astéroïde 1989 ML. Ce serait les premiers échantillons du sol d'un astéroïde de type E. 1989 ML est un astéroïde facile à atteindre et la mission serait beaucoup moins coûteuse que celle de Tianwen 2 en développement et qui poursuit le même objectif.
- Étude de la Terre (missions venant compléter celles de l'agence spatiale chinoise (CNSA) dans le cadre de son ambitieux programme  CHEOS).
  - CACES (Climate and Atmospheric Components Exploring Satellites), constitué de deux engins spatiaux, doit étudier la composition de l'atmosphère en particulier des gaz à effet de serre.
  - OSCOM (Ocean Surface Current multiscale Observation Mission) est une mission océanographique utilisant l'effet Doppler.
- Exoplanètes
  - CHES (Close-by Habitable Exoplanet Survey) est une mission emportant un télescope de 1,2 mètre de diamètre utilisant la technique de l'astrométrie pour découvrir des exoplanètes habitables situées dans un rayon de 32 années-lumière.
  - ET (Earth 2.0) est un observatoire spatial embarquant 6 télescopes de 30 centimètres d'ouverture ayant chacun un champ de vue de 500 degrés². Ces télescopes seront pointés en permanence vers une zone de ciel située dans les constellation du Cygne et de la Lyre. L'observatoire diposera également d'un septième télescope d'ouverture identique mais avec un champ de vue de 4 degrés² qui sera utilié pour détecter des exoplanètes, de type planète errante, en utilisant la technique des microlentilles.
- Héliophysique
  - SOR doit comprendre trois observatoires spatiaux disposés avec un intervalle de 120 degrés dans le plan de l'écliptique permettant une observation en continu du Soleil. Cette mission prend donc la suite de la mission STEREO de la NASA qui ne comprenait elle que deux satellites et avait une couverture moins complète[72].
  - SPO a pour objectif d'observer les régions polaires du Soleil grâce à son orbite présentant une inclinaison orbitale de plus de 80° par rapport au plan de l'écliptique.
  - ESEO (Earth-occulted Solar Eclipse Observatory) qui sera placée au point de Lagrange L2 du système Terre-Soleil utilisera la Terre comme corongraphe générant une éclipse permanente du Soleil afin d'étudier la couronne solaire interne.
- CHIME (Chinese Heliospheric Interstellar Medium Explorer) a pour objectif de fournir une image tridimensionnelle de l'héliosphère grâce à son positionnement sur une orbite elliptique la faisant circuler à une distance du Soleil comprise entre 1 et 3 Unités Astronomiques.
- Astrophysique regroupe trois missions avec une importante collaboration internationale.
  - DAMPE-2 (DArk Matter Particle Explorer-2) poursuit l'étude de la matière noire initiée par la mission DAMPE
  - eXTP est un observatoire à rayons X équipé de détecteurs à haute résolution temporelle pour analyser le rayonnement à haute énergie provenant d'objets compacts (trous noirs, étoiles à neutrons) dans le but de valider leurs proprités et les modèles élaborés. Si elle est retenue, la mission sera lancée en 2027 à l'aide d'une fusée Longue Marche 7.
  - DSL (Discovering the Sky at the Longest Wavelength) est un ensemble de neuf satellites placés en orbite lunaire basse qui observeront le ciel dans les fréquences comprises entre 1  et   30 MHz. Cette bande de fréquence est non observable depuis la surface de la Terre car elle est bloquée par l'ionosphère. La mission comprendra un vaisseau mère et huit satellites de plus petite taille qui étudieront le ciel grâce à la technique de l'interférométrie en utilisant la Lune pour bloquer les interférences radio de la Terre[73].

## Chronologie des lancements

### Janvier
| Date       | Lanceur          | Base de lancement      | Orbite                 | Charge utile                                 | Notes |
| 6 janvier  | Falcon 9 Bloc 5  | Centre spatial Kennedy | Orbite basse           | Starlink Group 4-5 × 49                      | Satellites de télécommunications                                                                                     |
| 13 janvier | LauncherOne      | Mojave                 | Orbite basse           | Ignis, ELaNa 29                              | Cubesats d'étudiants                                                                                                 |
| 13 janvier | Falcon 9 Bloc 5  | Cap Canaveral SLC-40   | Orbite héliosynchrone  | Transporter 3 (micro-satellites et CubeSats) | Mission Transporter 3                                                                                                |
| 17 janvier | Longue Marche 2D | Taiyuan                | Orbite héliosynchrone  | Shiyan 13                                    | Démonstrateur technologique                                                                                          |
| 18 janvier | Falcon 9 Bloc 5  | Centre spatial Kennedy | Orbite basse           | Starlink Group 4-6 × 49                      | Satellites de télécommunications                                                                                     |
| 21 janvier | Atlas V 511      | Cape Canaveral         | Orbite géostationnaire | GSSAP-5 et 6                                 | Satellites militaires de détection de satellites et suivi d'orbite. Premier vol de cette configuration de l'Atlas V. |
| 27 janvier | Longue Marche 4C | Jiuquan                | Orbite héliosynchrone  | L-SAR 01A                                    | Satellite radar d'observation de la Terre                                                                            |
| 31 janvier | Falcon 9 Bloc 5  | Cape Canaveral         | Orbite héliosynchrone  | CSG-2                                        | Satellite d'observation de la Terre                                                                                  |

### Février
| Date       | Lanceur                 | Base de lancement      | Orbite                | Charge utile                 | Notes                                                         |
| 2 février  | Falcon 9 Bloc 5         | Vandenberg             | Orbite héliosynchrone | NROL-87                      | Satellite de reconnaissance                                   |
| 3 février  | Falcon 9 Bloc 5         | Centre spatial Kennedy | Orbite basse          | Starlink Group 4-7 × 53      | Satellites de télécommunications                              |
| 5 février  | Soyouz 2.1a             | Plessetsk              | Orbite héliocentrique | Neitron                      | Satellite de reconnaissance optique                           |
| 10 février | Rocket 3.3              | Cap Canaveral          | Orbite basse          | ELaNa 41 : 4 nano-satellites | Échec du lancement                                            |
| 10 février | Soyouz 2.1b / Fregat-MT | Kourou                 | Orbite basse          | OneWeb#13 × 36               | Satellites de télécommunications.                             |
| 14 février | PSLV-XL                 | Satish Dhawan          | Orbite héliosynchrone | RISAT-1A (en) (EOS-04)       | Imagerie radar                                                |
| 15 février | Soyouz 2.1a             | Baïkonour              | Orbite basse          | Progress MS-19               | Ravitaillement de la Station spatiale internationale          |
| 19 février | Antares 230+            | MARS                   | Orbite basse          | Cygnus NG-17 (en)            | Ravitaillement de la station spatiale internationale          |
| 21 février | Falcon 9 Bloc 5         | Centre spatial Kennedy | Orbite basse          | Starlink Group 4-8 × 49      | Satellites de télécommunications                              |
| 25 février | Falcon 9 Bloc 5         | Vandenberg             | Orbite basse          | Starlink Group 4-11 × 50     | Satellites de télécommunications                              |
| 26 février | Longue Marche 4C        | Jiuquan                | Orbite héliosynchrone | L-SAR 01B                    | Satellite d'observation radar de la Terre                     |
| 27 février | Longue Marche 8         | Wenchang               | Orbite héliosynchrone | Tianxian et Hainan-1 x 4     | Satellites d'imagerie et satellites d'observation de la Terre |
| 28 février | Electron                | Mahia                  | Orbite héliosynchrone | StriX-β                      | Satellite d'observation radar                                 |

### Mars
| Date     | Lanceur                 | Base de lancement      | Orbite                 | Charge utile             | Notes                                                                  |
| 1er mars | Atlas V 541             | Cap Canaveral          | Orbite géostationnaire | GOES-T                   | Satellite météorologique                                               |
| 3 mars   | Falcon 9 Bloc 5         | Centre spatial Kennedy | Orbite basse           | Starlink Group 4-9 × 47  | Satellites de télécommunications                                       |
| 5 mars   | Longue Marche 2C        | Xichang                | Orbite basse           | Yinhe-1 x 6 et Xingyuan  | Satellites de télécommunications                                       |
| 6 mars   | Qased                   | Shahroud               | Orbite basse           | Nour 2                   | Satellite d'imagerie militaire                                         |
| 9 mars   | Falcon 9 Bloc 5         | Cap Canaveral          | Orbite basse           | Starlink Group 4-10 × 48 | Satellites de télécommunications                                       |
| 15 mars  | Rocket 3.3              | Kodiak                 | Orbite héliosynchrone  | Spaceflight Astra-1      | Démonstrateurs technologiques et satellites de télécommunications      |
| 17 mars  | Longue Marche 4C        | Jiuquan                | Orbite basse           | Yaogan 34-02             | Satellite de reconnaissance militaire                                  |
| 18 mars  | Soyouz-FG               | Baïkonour              | Orbite basse           | Soyouz MS-21             | Relève équipage de la Station spatiale internationale                  |
| 19 mars  | Falcon 9 Bloc 5         | Cap Canaveral          | Orbite basse           | Starlink Group 4-12 × 53 | Satellites de télécommunications                                       |
| 22 mars  | Soyouz 2.1b / Fregat-MT | Plessetsk              | Orbite de Molnia       | Meridian-M n°20L         | Satellites de télécommunications                                       |
| 29 mars  | Longue Marche 6A        | Taïyuan                | Orbite héliosynchrone  | Pujiang-2 et Tiankun-2   | Démonstrateurs techonlogiques. Premier vol du lanceur Longue Marche 6A |
| 30 mars  | Longue Marche 11        | Jiuquan                | Orbite héliosynchrone  | Tianping-2 A à C         | Satellites d'observation de la Terre                                   |

### Avril
| Date      | Lanceur            | Base de lancement              | Orbite                 | Charge utile                                       | Notes |
| 1er avril | Falcon 9 Bloc 5    | Cap Canaveral                  | Orbite héliosynchrone  | EnMAP Transporter-4 (micro-satellites et CubeSats) | Lancement de 19 Micro-satellites et CubeSats. EnMAP satellite d'observation de la Terre.                                                                       |
| 2 avril   | Electron           | Mahia LC-1A                    | Orbite héliosynchrone  | BlackSky 16 et 17                                  | Satellites d'observation de la Terre |
| 6 avril   | Longue Marche 4C   | Jiuquan                        | Orbite héliosynchrone  | Gaofen 3-03                                        | Satellite d'observation de la Terre |
| 7 avril   | Soyouz-2.1b        | Plessetsk                      | Orbite basse           | Lotos-S1 №5 (Cosmos 2554)                          | Satellite de renseignement d'origine électromagnétique |
| 8 avril   | Falcon 9 Bloc 5    | Centre spatial Kennedy LC 39-A | Orbite basse           | SpaceX Axiom Space-1                               | Mission habitée du vaisseau Crew Dragon de SpaceX vers la Station spatiale internationale (ISS), emportant 3 touristes spatiaux et un astronaute professionnel |
| 15 avril  | Longue Marche 3B/E | Xichang                        | Orbite géostationnaire | ChinaSat 6D                                        | Satellite de télécommunications |
| 15 avril  | Longue Marche 4C   | Taïyuan                        | Orbite héliosynchrone  | Daqi-1                                             | Satellite d'observation de la Terre |
| 17 avril  | Falcon 9 Bloc 5    | Cap Canaveral                  | Orbite basse           | NROL-85                                            | Satellite de surveillance de l'activité dans l'espace |
| 21 avril  | Falcon 9 Bloc 5    | Cap Canaveral                  | Orbite basse           | Starlink Group 4-14                                | Satellites de télécommunications |
| 27 avril  | Falcon 9 Bloc 5    | Centre spatial Kennedy         | Orbite basse           | SpaceX Crew-4                                      | Relève équipage de la Station spatiale internationale |
| 29 avril  | Longue Marche 2F   | Jiuquan                        | Orbite basse           | Siwei Gaojing 1-01 et 1-02                         | Satellites d'observation de la Terre |
| 29 avril  | Angara 1.2         | Plessetsk                      | Orbite héliosynchrone  | MKA-R                                              | Satellite de reconnaissance radar. Premier vol du lanceur léger Angara 1.2.                                                                                    |
| 29 avril  | Falcon 9 Bloc 5    | Cape Canaveral                 | Orbite basse           | Starlink Group 4-16                                | Satellites de télécommunications |
| 30 avril  | Longue Marche 11H  | DeBo 3 (barge)                 | Orbite héliosunchrone  | Jilin-1 Gaofen 03D-04 à 09 et 04A                  | Satellites d'observation de la Terre |

### Mai
| Date   | Lanceur          | Base de lancement      | Orbite                | Charge utile                                 | Notes |
| 2 mai  | Electron         | Mahia LC-1A            | Orbite héliosynchrone | Satellites de Spaceflight Inc.               | Lancement de 34 satellites. Première récupération du premier étage (à l'aide d'un hélicoptère) en vue de sa réutilisation                                   |
| 5 mai  | Longue Marche 2D | Taïyuan                | Orbite héliosynchrone | Kuanfu 01-C Gaofen 03-D x 7                  | Satellites d'observation de la Terre |
| 6 mai  | Falcon 9 Bloc 5  | Centre spatial Kennedy | Orbite basse          | Starlink Group 4-17                          | Satellites de télécommunications |
| 9 mai  | Longue Marche 7  | Wenchang               | Orbite basse          | Tianzhou-4                                   | Troisième ravitaillement de la station spatiale chinoise |
| 13 mai | Hyperbola-1      | Jiuquan                | Héliosynchrone        | Jilin-1 Mofang-01A(R)                        | Satellite d'observation de la Terre Échec du lancement |
| 14 mai | Falcon 9 Bloc 5  | Vandenberg             | Orbite basse          | Starlink Group 4-13                          | Satellites de télécommunications |
| 14 mai | Falcon 9 Bloc 5  | Cap Canaveral          | Orbite basse          | Starlink Group 4-15                          | Satellites de télécommunications |
| 18 mai | Falcon 9 Bloc 5  | Centre spatial Kennedy | Orbite basse          | Starlink Group 4-18                          | Satellites de télécommunications |
| 19 mai | Soyouz-2.1a      | Plessetsk              | Orbite basse          | Bars-M №3 (Cosmos 2556)                      | Satellite de reconnaissance optique |
| 20 mai | Atlas V N22      | Cap Canaveral          | Orbite basse          | CST-100 Starliner                            | Deuxième tentative de test sans équipage du vaisseau CST-100 Starliner qui sera utilisé pour la relève des équipages de la Station spatiale internationale. |
| 20 mai | Longue Marche 2C | Jiuquan                | Orbite polaire        | RSW-04 -06                                   | Satellites expérimentaux |
| 25 mai | Falcon 9 Bloc 5  | Cap Canaveral          | Orbite héliosynchrone | Transporter-5 (micro-satellites et CubeSats) | Micro-satellites et CubeSats |

### Juin
| Date    | Lanceur          | Base de lancement      | Orbite                      | Charge utile                                                                   | Notes |
| 3 juin  | Soyouz 2.1a      | Baïkonour              | Orbite basse                | Progress MS-20                                                                 | Ravitaillement de la Station spatiale internationale                                                                  |
| 5 juin  | Longue Marche 2F | Jiuquan                | Orbite basse                | Shenzhou 14                                                                    | Troisième mission avec équipage à bord de la nouvelle station spatiale chinoise                                       |
| 8 juin  | Falcon 9 Bloc 5  | Cap Canaveral          | Orbite géostationnaire      | Nilesat-301                                                                    | Satellite de télécommunications                                                                                       |
| 12 juin | Rocket           | Cap Canaveral          | Orbite basse                | TROPICS Flight 1 x 2                                                           | Constellation de CubeSats d'observation de la Terre (NASA) Échec du lancement                                         |
| 17 juin | Falcon 9 Bloc 5  | Centre spatial Kennedy | Orbite basse                | Starlink Group 4-19                                                            | Satellites de télécommunications                                                                                      |
| 18 juin | Falcon 9 Bloc 5  | Vandenberg             | Orbite héliosynchrone       | SARah 1                                                                        | Satellite de reconnaissance radar                                                                                     |
| 19 juin | Falcon 9 Bloc 5  | Cap Canaveral          | Orbite basse                | Globalstar FM15 et USA 328 à 331                                               | Satellite de télécommunications et charges utiles inconnues de l'armée américaine                                     |
| 21 juin | KSLV-2 (nuri)    | Naro                   | Orbite basse                | PVSAT, STEP Cube Lab-II, SNUGLITE-II, MIMAN, RANDEV, 2 charges utiles fictives | Deuxième tentative de vol après l'échec du vol inaugural l'année dernière[C'est-à-dire ?], premier succès             |
| 21 juin | Kuaizhou 1A      | Jiuquan                | Orbite basse                | Tianxing-1                                                                     | Satellite expérimental                                                                                                |
| 22 juin | Ariane 5 ECA     | Kourou                 | Orbite géostationnaire      | MEASAT-3d GSAT-24                                                              | Satellites de télécommunications                                                                                      |
| 22 juin | Longue Marche 2D | Xichang                | Orbite basse                | Yaogan 35 Group 02                                                             | Satellites de télédétection militaire                                                                                 |
| 27 juin | Longue Marche 4C | Jiuquan                | Orbite héliosynchrone       | Gaofen-12 03                                                                   | Satellite d'observation de la Terre                                                                                   |
| 28 juin | Electron         | Mahia                  | Orbite de transfert lunaire | CAPSTONE, Photon                                                               | CAPSTONE est un CubeSat 12 U qui doit vérifier la stabilité de l'orbite de la future station spatiale lunaire Gateway |
| 29 juin | Falcon 9 Bloc 5  | Cap Canaveral          | Orbite géostationnaire      | SES-22                                                                         | Satellite de télécommunications                                                                                       |
| 30 juin | PSLV-CA          | Satish Dhawan          | Orbite basse                | POEM DS-EO, NeuSAR, SCOOB-I                                                    | Satellites d'observation de la Terre                                                                                  |

### Juillet
| Date        | Lanceur                | Base de lancement      | Orbite                              | Charge utile | Notes                                                       |
| 1er juillet | Atlas V 541            | Cap Canaveral          | Orbite géostationnaire              | USSF-12 (Wide Field of View)                                                                                                  | Satellite d'alerte avancée expérimental                     |
| 2 juillet   | LauncherOne            | Mojave                 | Orbite basse                        | STP-S28A | Démonstrateurs technologiques                               |
| 7 juillet   | Soyouz 2.1b / Fregat-M | Plessetsk              | Orbite moyenne                      | Kosmos 2557 | Satellite de navigation                                     |
| 7 juillet   | Falcon 9 Bloc 5        | Centre spatial Kennedy | Orbite basse                        | Starlink Group 4-21 | Satellites de télécommunications                            |
| 10 juillet  | Falcon 9 Bloc 5        | Vandenberg             | Orbite basse                        | Starlink Group 3-1 | Satellites de télécommunications                            |
| 12 juillet  | Longue Marche 3B/E     | Xichang                | Orbite de transfert géostationnaire | Tianlian-2-03 | Satellite de télécommunications                             |
| 13 juillet  | Electron               | Mahia LC-1             | Orbite basse                        | NROL-162 (RASR-3) | Satellites de reconnaissance militaire                      |
| 13 juillet  | Vega-C                 | Kourou                 | Orbite basse                        | LARES-2, CubeSats | Satellite géodésique. Premier vol de la version Vega-C      |
| 14 juillet  | Falcon 9 Bloc 5        | Centre spatial Kennedy | Orbite basse                        | SpaceX CRS-25 | Ravitaillement de la Station spatiale internationale        |
| 15 juillet  | Longue Marche 2C       | Taïyuan                | Orbite héliosynchrone               | SuperView Neo 2-01 & 02 | Satellites d'observation de la Terre                        |
| 17 juillet  | Falcon 9 Bloc 5        | Cap Canaveral          | Orbite basse                        | Starlink Group 4-22 | Satellites de télécommunications                            |
| 22 juillet  | Falcon 9 Bloc 5        | Vandenberg             | Orbite basse                        | Starlink Group 3-2 | Satellites de télécommunications                            |
| 24 juillet  | Longue Marche 5B       | Wenchang               | Orbite basse                        | Wentian | Premier module expérimental de la station spatiale chinoise |
| 24 juillet  | Falcon 9 Bloc 5        | Centre spatial Kennedy | Orbite basse                        | Starlink Group 4-25 | Satellites de télécommunications                            |
| 27 juillet  | Zhongke-1A             | Jiuquan                | Orbite héliosynchrone               | SATech 01, Guidao Daqimidu Tance Shiyan, Diguidao Liangzi Mishifenfa Shiyan, Dianci zuzhuang Shiyan 1, 2, Huawan-Nanyue Kexue | 6 satellites. Premier vol du lanceur Zhongke-1A             |
| 29 juillet  | Longue Marche 2D       | Xichang                | Orbite basse                        | Yaogan 35 Group 03 | Satellites de télédétection militaire                       |

### Août
| Date       | Lanceur                | Base de lancement      | Orbite                 | Charge utile                                           | Notes                                                                                     |
| 1er août   | Soyouz 2.1v / Volga    | Plessetsk              | Orbite polaire         | Kosmos 2558                                            | Satellite de surveillance militaire                                                       |
| 4 août     | Longue Marche 4B       | Taïyuan                | Orbite héliosynchrone  | TECIS                                                  | Satellite d'observation de la Terre                                                       |
| 4 août     | Electron               | Mahia LC-1             | Orbite basse           | NROL-199 (RASR-4)                                      | Satellites de reconnaissance militaire                                                    |
| 4 août     | Atlas V 421            | Cap Canaveral          | Orbite géostationnaire | SBIRS GEO-6                                            | Satellite de détection infrarouge                                                         |
| 4 août     | Longue Marche 2F       | Jiuquan                | Orbite basse           | Avion spatial expérimental réutilisable                | second vol de la navette spatiale expérimentale chinoise                                  |
| 4 août     | Falcon 9 Bloc 5        | Cap Canaveral          | Transfert vers la Lune | KPLO                                                   | Sonde spatiale de type orbiteur. Première sonde spatiale lunaire de la Corée du sud       |
| 6 août     | SSLV                   | Satish Dhawan          | Orbite basse           | EOS-02                                                 | Satellite d'observation de la Terre. Premier vol du lanceur léger SSLV Échec du lancement |
| 9 août     | Ceres-1                | Jiuquan                | Orbite héliosynchrone  | Taijing-1 01 et 02                                     | Satellites d'observation de la Terre                                                      |
| 9 août     | Soyouz 2.1b / Fregat-M | Plessetsk              | Orbite moyenne         | Khayyam-1 16 cubesats                                  | Satellites d'observation de la Terre                                                      |
| 9 août     | Falcon 9 Bloc 5        | Centre spatial Kennedy | Orbite basse           | Starlink Group 4-26                                    | Satellites de télécommunications                                                          |
| 10 août    | Longue Marche 6        | Taïyuan                | Orbite héliosynchrone  | Jilin-1 Gaofen 03D-09, 03d-35 à 43 et Hongwai-A01 à 06 | Satellites d'observation de la Terre                                                      |
| 10 août    | Falcon 9 Bloc 5        | Centre spatial Kennedy | Orbite basse           | Starlink Group 4-26 x 52                               | Satellites de télécommunications                                                          |
| 12 août    | Falcon 9 Bloc 5        | Vandenberg             | Orbite basse           | Starlink Group 3-3 x 46                                | Satellites de télécommunications                                                          |
| 29 juillet | Longue Marche 2-D      | Xichang                | Orbite héliosynchrone  | Beijing-3B                                             | Satellite d'observation de la Terre                                                       |
| 19 août    | Falcon 9 Bloc 5        | Cap Canaveral          | Orbite basse           | Starlink Group 4-23 x 54                               | Satellites de télécommunications                                                          |
| 19 aout    | Kuaizhou 1A            | Xichang                | Orbite basse           | Chuangxin 16A et 16B                                   | Démonstrateurs technologiques                                                             |
| 28 août    | Falcon 9 Bloc 5        | Cap Canaveral          | Orbite basse           | Starlink Group 4-23 x 54                               | Satellites de télécommunications                                                          |
| 31 août    | Falcon 9 Bloc 5        | Vandenberg             | Orbite basse           | Starlink Group 3-4 x 46                                | Satellites de télécommunications                                                          |

### Septembre
| Date         | Lanceur          | Base de lancement | Orbite                 | Charge utile                      | Notes                                                                         |
| 2 septembre  | Longue Marche 4C | Jiuquan           | Orbite basse           | Yaogan 33-02                      | Satellite de reconnaissance militaire                                         |
| 5 septembre  | Falcon 9 Bloc 5  | Cap Canaveral     | Orbite basse           | Starlink Group x x 51 SHERPA-LTC2 | Satellites de télécommunications                                              |
| 6 septembre  | Kuaizhou 1A      | Jiuquan           | Orbite basse           | CentiSpace-1 S3 et S4             | Démonstrateur technologique (système d'augementation du signal de navigation) |
| 6 septembre  | Longue Marche 2D | Xichang           | Orbite basse           | Yaogan 35 05A, 05B et 05C         | Satellites de reconnaissance militaire                                        |
| 7 septembre  | Ariane 5 ECA     | Kourou            | Orbite géostationnaire | Eutelsat Konnect VHTS Ovzon-3     | Satellites de télécommunications                                              |
| 11 septembre | Falcon 9 Bloc 5  | Cap Canaveral     | Orbite basse           | Starlinkx54 Groupe 4-34           | Satellites de télécommunications                                              |
| 13 septembre | Longue Marche 7A | Wenchang          | Orbite géostationnaire | ChinaSat-1E                       | Satellite de télécommunications                                               |
| 15 septembre | Electron         | Mahia             | Orbite héliosynchrone  | StriX-1                           | Satellite d'observation de la Terre radar                                     |
| 21 septembre | Soyouz 2.1a      | Baïkonour         | Orbite basse           | Soyouz MS-22                      | Relève équipage de la Station spatiale internationale. Vol commercial.        |
| 24 septembre | Delta IV Heavy   | Vandenberg        | Orbite polaire         | NROL-91                           | Satellite de reconnaissance optique KH-11 19                                  |
| 24 septembre | Kuaizhou 1A      | Taiyuan           | Orbite héliosynchrone  | Shiyan-14 Shiyan-15               | Satellite expérimental                                                        |
| 24 septembre | Falcon 9 Bloc 5  | Cap Canaveral     | Orbite basse           | Starlink x 52 Groupe 4-35         | Satellites de télécommunications                                              |
| 26 septembre | Longue Marche 2D | Xichang           | Orbite basse           | Yaogan 36 01A, 01B et 01C         | Satellites de reconnaissance militaire                                        |
| 26 septembre | Longue Marche 6  | Xichang           | Orbite héliosynchrone  | Shiyan 16A, 16B, 17               | Démonstrateurs technologiques                                                 |

### Octobre
| Date        | Lanceur                 | Base de lancement                       | Orbite                 | Charge utile                    | Notes |
| 1er octobre | Firefly Alpha           | Cap Canaveral                           | Orbite basse           | Plusieurs nano-satellites       | Deuxième tentative après l'échec du vol inaugural l'année dernière[C'est-à-dire ?]. Semi échec (orbite trop basse)                                                      |
| 4 octobre   | Atlas V 531             | Cap Canaveral                           | Orbite géostationnaire | SES-20 et 21                    | Satellites de télécommunications |
| 5 octobre   | Falcon 9 Bloc 5         | Centre spatial Kennedy                  | Orbite basse           | SpaceX Crew-5                   | Relève équipage de la Station spatiale internationale |
| 5 octobre   | Falcon 9 Bloc 5         | Vandenberg                              | Orbite basse           | Starlink x 52 Groupe 4-29       | Satellites de télécommunications |
| 7 octobre   | Electron                | Mahia                                   | Orbite héliosynchrone  | OTB 3                           | Plusieurs expériences. Charge utile principal Argos-4 du CNES (SAR) |
| 8 octobre   | Falcon 9 Bloc 5         | Cap Canaveral ou Centre Spatial Kennedy | Orbite géostationnaire | Galaxy 33 et 34                 | Satellite de télécommunications |
| 8 octobre   | Longue Marche 2D        | Jiuquan                                 | Orbite héliosynchrone  | ASO-S                           | Observatoire spatial solaire |
| 10 octobre  | Soyouz 2.1b / Fregat-MT | Plessetsk                               | Orbite moyenne         | Glonass-K1 n°17L                | Système de navigation par satellite |
| 12 octobre  | Epsilon PBS             | Uchinoura                               | Orbite héliosynchrone  | RAISE-3, plusieurs CubeSats     | Démonstrateur technologique Échec du lancement |
| 12 octobre  | Proton-M / DM-3         | Baïkonour                               | Orbite géostationnaire | Angosat-2                       | Satellite de télécommunications |
| 12 octobre  | Longue Marche 2C        | Taïyuan                                 | Orbite héliosynchrone  | S-SAR 01 (Huanjing-2E)          | Satellites d'observation de la Terre |
| 14 octobre  | Longue Marche 2D        | Xichang                                 | Orbite basse           | Yaogan 36 02A, 02B et 02C       | Satellites de reconnaissance militaire |
| 15 octobre  | Falcon 9 Bloc 5         | Cap Canaveral                           | Orbite géostationnaire | Hotbird 13F                     | Satellite de télécommunications |
| 15 octobre  | Angara 1.2              | Plessetsk                               | Orbite héliosynchrone  | EO MKA n°3                      | Démonstrateur technologique |
| 20 octobre  | Falcon 9 Bloc 5         | Cap Canaveral                           | Orbite basse           | Starlink x 54 Groupe 4-36       | Satellites de télécommunications |
| 21 octobre  | Soyouz 2.1v / Volga     | Plessetsk                               | Orbite héliosynchrone  | MKA 1 et 2                      | Satellites militaires |
| 22 octobre  | Soyouz 2.1b / Fregat    | Vostochny                               | Orbite basse           | Gonets M-23, M-24, M-25, Skif-D | Satellites de télécommunication, démonstrateur technologique (Skif-D)                                                                                                   |
| 22 octobre  | GSLV Mk II              | Satish Dhawan                           | Orbite basse           | OneWeb #14 x 32                 | Satellites de télécommunications. Premier lancement de OneWeb depuis le début de l'invasion de l'Ukraine par la Russie et la fin de l'entente entre Roscosmos et OneWeb |
| 26 octobre  | Soyouz 2.1a             | Baïkonour                               | Orbite basse           | Progress MS-21                  | Ravitaillement de la Station spatiale internationale |
| 28 octobre  | Falcon 9 Bloc 5         | Cap Canaveral                           | Orbite basse           | Starlink x 52 Groupe 4-31       | Satellites de télécommunications |
| 31 octobre  | Longue Marche 5B        | Wenchang                                | Orbite basse           | Mengtian                        | Deuxième module laboratoire de la station spatiale chinoise |

### Novembre
| Date        | Lanceur                 | Base de lancement                       | Orbite                 | Charge utile | Notes |
| 1 novembre  | Falcon Heavy            | Centre Spatial Kennedy                  | Orbite géostationnaire | USSF-44 | Mission militaire classifiée |
| 2 novembre  | Soyouz 2.1b / Fregat-MT | Plessetsk                               | Orbite Toundra         | Toundra n°6L | Satellite de détection et d'alerte |
| 3 novembre  | Falcon 9 Bloc 5         | Cap Canaveral                           | Orbite géostationnaire | Hotbird 13G | Satellite de télécommunications |
| 4 novembre  | Electron                | Mahia                                   | Orbite basse           | MATS | Observation des ondes atmosphériques |
| 5 novembre  | Longue Marche 3B/E      | Xichang                                 | Orbite géostationnaire | ChinaSat 19 | Satellite de télécommunications |
| 7 novembre  | Antares 230+            | MARS                                    | Orbite basse           | Cygnus NG-18, CubeSats | Ravitaillement de la station spatiale internationale |
| 10 novembre | Atlas V 401             | Vandenberg                              | Orbite héliosynchrone  | JPSS-2 LOFTID | Satellite météorologique, démonstrateur décélérateur gonflable |
| 11 novembre | Longue Marche 6A        | Taïyuan                                 | Orbite héliosynchrone  | Yunhai-3 | Satellite météorologique. Le seconde étage s'est désintégré en une cinquantaine de morceaux après le déploiement des satellites.                                                   |
| 12 novembre | Longue Marche 7         | Wenchang                                | Orbite basse           | Tianzhou 5 | Ravitaillement de la Station spatiale chinoise |
| 12 novembre | Falcon 9 Bloc 5         | Cap Canaveral ou Centre Spatial Kennedy | Orbite géostationnaire | Galaxy 31 et 32 | Satellite de télécommunications |
| 15 novembre | Longue Marche 4C        | Jiuquan                                 | Orbite basse           | Yaogan 34-03 | Satellite de reconnaissance militaire |
| 16 novembre | Ceres-1                 | Jiuquan                                 | Héliosynchrone         | Jilin-1 Gaofen-03D 08, 51–54 | Satellite d'observation de la Terre |
| 16 novembre | SLS Block 1             | Centre spatial Kennedy                  | Orbite lunaire haute   | Artemis I : Vaisseau Orion, Near-Earth Asteroid Scout, Lunar Flashlight, BioSentinel, SkyFire, Lunar IceCube, CuSP, Lunar Polar Hydrogen Mapper, Earth Escape Explorer EQUULEUS, OMOTENASHI ArgoMoon | Vol inaugural du lanceur lourd SLS. Emporte le vaisseau Orion sans équipage dans un vol circumlunaire ainsi qu'une dizaine de CubeSats dont certains s'insèrent autour de la Lune. |
| 23 novembre | Falcon 9 Bloc 5         | Cape Canaveral                          | Orbite géostationnaire | Eutelsat 10B | Satellite de télécommunications |
| 26 novembre | Falcon 9 Bloc 5         | Centre spatial Kennedy                  | Orbite basse           | SpaceX CRS-26 | Ravitaillement de la Station spatiale internationale |
| 26 novembre | PSLV-CA                 | Satish Dhawan                           | Orbite héliosynchrone  | Oceansat-3A (EOS-06) ButhanSat | Satellite d'océanographie |
| 27 novembre | Soyouz 2.1b / Fregat    | Plessetsk                               | Orbite moyenne         | Glonass-M 761 | Système de navigation par satellite |
| 27 novembre | Longue Marche 2D        | Xichang                                 | Orbite basse           | Yaogan 36 03A, 03B et 03C | Satellites de reconnaissance militaire |
| 29 novembre | Longue Marche 2F/G      | Jiuquan                                 | Orbite basse           | Shenzhou 15 | Quatrième mission avec équipage à bord de la nouvelle station spatiale chinoise |
| 30 novembre | Soyouz 2.1b /           | Plessetsk                               | Orbite basse           | Lotos-S1 n°07 | Satellites de reconnaissance militaire |

### Décembre
| Date        | Lanceur             | Base de lancement            | Orbite                      | Charge utile                                                                                           | Notes |
| 7 décembre  | Kuaizhou 11         | Jiuquan                      | Orbite basse                | Xingyun VDES                                                                                           | Premier succès du lanceur Kuaizhou 11. Démonstrateur technologique                                                      |
| 8 décembre  | Longue Marche 2D    | Taïyuan                      | Orbite héliosynchrone       | Gaofen-5 01A                                                                                           | Satellite d'observation de la Terre                                                                                     |
| 8 décembre  | Falcon 9 Bloc 5     | Centre Spatial Kennedy       | Orbite basse                | OneWeb #15 x 40                                                                                        | Satellites de télécommunications. Premier de plusieurs lancement de OneWeb à bord de Falcon 9                           |
| 9 décembre  | Jielong-3           | Tai Rui (barge)              | Orbite basse                | Jilin-1 HR-03D 44-50, Jilin-1 PT-01A 01, Tianqi-7, HEAD-2H, CAS-5A, Golden Bauhinia 1-05 & 06, Huoju-1 | Premier vol du lanceur léger Jielong-3                                                                                  |
| 11 décembre | Falcon 9 Bloc 5     | Cap Canaveral                | Orbite de transfert lunaire | Hakuto-R Mission 1 Lunar Flashlight                                                                    | Hakuto-R Petit atterrisseur lunaire japonais transportant notamment le petit astromobile Rashid des Emirats Arabes Unis |
| 12 décembre | Longue Marche 4C    | Jiuquan                      | Orbite basse                | Shiyan 20A et 20B                                                                                      | Satellites militaires chinois                                                                                           |
| 13 décembre | Ariane 5 ECA        | Kourou                       | Orbite géostationnaire      | Galaxy 35 & Galaxy 36, MTG-I1                                                                          | Satellites de télécommunications et de météorologie                                                                     |
| 14 décembre | Zhuque-2            | Jiuquan                      | Orbite héliosynchrone       | Inconnu                                                                                                | Charge utile inconnue. Vol inaugural du lanceur Zhuque-2. Échec du lancement                                            |
| 14 décembre | Longue Marche 2D    | Xichang                      | Orbite basse                | Yaogan 36 Groupe 04                                                                                    | Satellites de reconnaissance militaire                                                                                  |
| 16 décembre | Longue Marche 11    | Xichang                      | Orbite basse                | Shiyan 21                                                                                              | Satellite militaire chinois                                                                                             |
| 16 décembre | Falcon 9 Bloc 5     | Vandenberg                   | Orbite basse                | SWOT                                                                                                   | Satellite d'observation de la Terre                                                                                     |
| 16 décembre | Falcon 9 Bloc 5     | Cap Canaveral                | Orbite moyenne              | O3b mPOWER 1 & 2                                                                                       | Satellites de télécommunications                                                                                        |
| 17 décembre | Falcon 9 Bloc 5     | Centre Spatial Kennedy       | Orbite basse                | Starlink x 54 Groupe 4-37                                                                              | Satellites de télécommunications                                                                                        |
| 21 décembre | Vega C              | Kourou                       | Orbite basse                | Pléïades-Néo 5 & 6                                                                                     | Satellite d'observation de la Terre. Échec du lancement                                                                 |
| 27 décembre | Longue Marche 3 B/E | Base de lancement de Taiyuan | Orbite héliosynchrone       | Gaofen 11-04                                                                                           | Satellite d'observation de la Terre                                                                                     |
| 28 décembre | Falcon 9 Bloc 5     | Cape Canaveral               | Orbite basse                | Starlink Groupe 5-1                                                                                    | Satellites de télécommunications                                                                                        |
| 29 décembre | Longue Marche 3 B/E | Xichang                      | Orbite héliosynchrone       | Shiyan 10-02                                                                                           | Satellite militaire chinois                                                                                             |
| 30 décembre | Falcon 9 Bloc 5     | Vandenberg                   | Orbite héliosynchrone       | EROS-C3                                                                                                | Satellite d'observation de la Terre                                                                                     |

## Survols et contacts planétaires
| Date (U.T.C.) | Sonde spatiale | Événement                                         | Remarque                                                                            |
| ------------- | -------------- | ------------------------------------------------- | ----------------------------------------------------------------------------------- |
| 12 janvier    | Juno           | 39e périgée orbite de Jupiter.                    |                                                                                     |
| 25 février    | Juno           | 40e périgée orbite de Jupiter.                    |                                                                                     |
| 9 avril       | Juno           | 41e périgée orbite de Jupiter.                    |                                                                                     |
| 23 mai        | Juno           | 42e périgée orbite de Jupiter.                    |                                                                                     |
| 23 juin       | BepiColombo    | Deuxième assistance gravitationnelle de Mercure.  |                                                                                     |
| 3 septembre   | Solar Orbiter  | Troisième assistance gravitationnelle de Vénus.   |                                                                                     |
| 27 septembre  | DART           | Impact sur l'astéroïde Dimorphos.                 |                                                                                     |
| 29 septembre  | Juno           | 45e périgée orbite de Jupiter.                    |                                                                                     |
| 2 octobre     | LICIACube      | Survol de Dimorphos par les CubeSats.             | Altitude : 55 km                                                                    |
| 15 octobre    | Lucy           | Première assistance gravitationnelle de la Terre. | Altitude : 300 km                                                                   |
| 14 novembre   | CAPSTONE       | Insertion en orbite lunaire.                      | Première mission à utiliser une orbite de halo presque rectiligne autour de la lune |
| 21 novembre   | Artemis 1      | Survol de la Lune.                                | Altitude : 110 km                                                                   |
| 25 novembre   | Artemis 1      | Insertion en orbite lunaire.                      | Orbite rétrograde distante autour de la lune                                        |
| 1er décembre  | Artemis 1      | Départ de l'orbite lunaire.                       | Trajectoire de retour vers la Terre                                                 |
| 5 décembre    | Artemis 1      | Survol de la Lune.                                | Altitude : 149.3 km                                                                 |
| 16 décembre   | Danuri         | Insertion en orbite lunaire.                      |                                                                                     |

## Sorties extra-véhiculaires
- 19 janvier (durée de la sortie 7 h 11) : les cosmonautes Anton Chkaplerov et Piotr Doubrov effectuent une sortie extravéhiculaire pour préparer le module de type nœud Pritchal qui doit être utilisé pour l'amarrage des vaisseaux. Des équipements installés sur Pritchal et d'autres ont été au contraire montés sur le module tels que des antennes du système de rendez-vous Kours. Des mains courantes ont été installées sur les modules Nauka et Pritchal pour faciliter les déplacements des cosmonautes durant leurs sorties extravéhiculaires[74].
- 15 mars (durée de la sortie 6 h 30) : Les astronautes de la NASA Kayla Barron et Raja Chari ont installé les pièces qui doivent recevoir le troisième panneau solaire IROSA. En outre les deux astronautes ont enlevé le revêtement protecteur situé au dessus de deux exemplaires de rechange de module BDCU (équipement permettant de décharger les batteries) pour permettre leur manipulation future (les modules opérationnels montrent des signes de défaillance) par le bras manipulateur Dextre[75].
- 23 mars (durée de la sortie 6 h 54) : L'astronaute de la NASA Kayla Barron et l'astronaute allemand de l'Agence spatiale européenne Matthias Maurer ont réalisé plusieurs tâches de maintenance durant cette sortie. Barron a remplacé deux des conduites d'ammoniaque utilisées par le système de dissipation de chaleur de la station spatiale (modules RBVM). La tâche principale de Maurer était de mettre en place une liaison informatique et l'alimentation électrique sur la plateforme Bartoloméo située à l'extérieur du module Columbus destinée à accueillir des expériences scientifiques[76].
- 18 avril (durée de la sortie 6 h 37) : les cosmonautes russes Oleg Artemiev et Denis Matveïev ont préparé l'installation du bras robotique européen ERA sur le module russe en connectant un boitier, enlevant plusieurs couvercles de protection et en installant des mains-courantes[77].
- 28 avril (durée de la sortie 7 h 42) : les cosmonautes russes Oleg Artemiev et Denis Matveïev ont poursuivi l'installation du bras robotique européen ERA en le sortant de son emplacement de stockage le long du module Nauka, en enlevant des protections thermiques situées sur sa partie inférieure. Le bras télécommandé de l'intérieur de la station spatiale s'est fixé sur un des supports prévus à cet effet et situé sur le module Nauka[78].
- 21 juillet (durée de la sortie 7 h 5) : le cosmonaute russe Oleg Artemiev et l'astronaute italienne de l'Agence spatiale européenne Samantha Cristoforetti ont déployé 10 nano-satellites et poursuivi l'installation du bras robotique européen ERA[79].
- 17 août (durée de la sortie 4 h 1) : les cosmonautes russes Oleg Artemiev et Denis Matveïev ont préparé le transfert du module Nauka qui doit avoir lieu durant l'automne et poursuivi l'installation du bras robotique européen ERA. Cette dernière tâche a dû être reportée car la sortie a dû être interrompue à la suite d'une chute de la tension des batteries alimentant la combinaison spatiale d'Artemiev[80].
- 1 septembre (durée de la sortie 6 h 7) : les astronautes chinois Chen Dong et Liu Yang ont effectué pour la première fois une sortie extravéhiculaire en utilisant le sas du module Wentian. Ils ont notamment installé une pompe pour le système de régulation thermique, vérifié le fonctionnement du sas et testé les procédures d'interruption de sortie extravéhiculaire[81].
- 2 septembre (durée de la sortie 4 h 1) : les cosmonautes russes Oleg Artemiev et Denis Matveïev ont durant cette sortie poursuivi l'installation du bras robotique européen ERA[82].
- 17 septembre (durée de la sortie 4 h 12) : les astronautes chinois Chen Dong et Cai Xuzhe effectuent une deuxième sortie extravéhiculaire pour installer un cale-pied sur le bras robotique ainsi qu'une poignée permettant d'ouvrir l'écoutille du sas depuis l'extérieur. Ils installent des pompes additionnelles pour le système de régulation thermique[83].
- 15 novembre (durée de la sortie 7 h 11) : les astronautes américains Josh Cassada et  Frank Rubio effectuent une sortie pour préparer l'installation du troisième panneau solaire iROSA (à terme six devraient installés)[84].
- 17 novembre (durée de la sortie 5 h 34) : les astronautes chinois Chen Dong et Cai Xuzhe installent des mains courantes et des équipements facilitant les déplacements sur les trois modules de la station chinoise. Pour leur intervention ils utilisent les bras robotiques des modules Tianhe et Wentian combinés afin de former un bras d'une longueur totale de 15 mètres. Ils installent des passerelles entre les modules Tianhe et Mengtian (2,6 mètres de long et 15 kilogrammes) et entre les modules Tianhe et Wentian (3,2 mètres de long et 16 kilogrammes) qui contribuent à renforcer la structure en T de la station spatiale[84].
- 17 novembre (durée de la sortie 6 h 25) : les cosmonautes russes Sergueï Prokopiev et Dmitri Peteline ont effectué la première d'une série de sorties extravéhiculaires dont le but est d'installer un sas et un radiateur sur le module Nauka. Ces deux composants ont été placés en orbite en 2010 et stockés sur le module Rassvet en attendant la mise en orbite du module Nauka qui a été repoussé à de nombreuses reprises[84].
- 3 décembre (durée de la sortie 7 h 5) : les astronautes américains Josh Cassada et Frank Rubio installent le troisième panneau solaire iROSA avec l'aide de Canadarm 2. La sortie a été retardée à la suite d'un problème avec la combinaison de Josh Cassada[85],[86].
- 22 décembre (durée de la sortie 7 h 8) : les astronautes américains Josh Cassada et Frank Rubio installent le quatrième panneau solaire iROSA avec l'aide de Canadarm 2[85].

## Autres événements
- Le 14 juin 2022, à Noordwijk, a été signé l'accord d'association entre l'Agence Spatiale Européen et la République Slovaque. La Slovaquie fait partie de l'ESA depuis le 13 octobre, et cela pour 7 ans[87].

### Sources
- (en) Jonathan McDowell, Space Activities in 2022 Rev 1.7, 2023, 119 p. (lire en ligne)
- (en) Gunter Krebs, « Orbital Launches of 2022 », Gunter's Space Page
- (en) Erik Kulu, « World's largest database of nanosatellites, over 3600 nanosats and CubeSats », sur Nanosats Database (consulté le 9 janvier 2023)